# William Tecumseh Sherman
Pour les articles homonymes, voir William Sherman, Sherman et Tecumseh (homonymie).
Vous lisez un « article de qualité » labellisé en 2009.
William Tecumseh Sherman, né le 8 février 1820 et mort le 14 février 1891, est un militaire, homme d'affaires, enseignant et écrivain américain. Il sert en tant que général de l'Armée de l'Union lors de la guerre de Sécession, où ses talents d'officier et de stratège sont reconnus. Cependant, il est aussi très critiqué pour la dureté de sa politique de la terre brûlée et la guerre totale qu'il mène contre les États confédérés.
En 1862 et 1863, Sherman sert sous les ordres du général Ulysses S. Grant lors des campagnes qui mènent à la chute du fort confédéré de Vicksburg sur le fleuve Mississippi et aboutissent à la déroute des armées confédérées dans l'État du Tennessee. En 1864, Sherman succède à Grant à la tête de l'Armée de l'Union sur le théâtre occidental de la guerre de Sécession. Il conduit ses troupes lors de la prise d'Atlanta, un succès militaire qui contribue à la réélection du président Abraham Lincoln. Plus tard, la marche de Sherman à travers la Géorgie et la campagne des Carolines ébranlent davantage la capacité de la Confédération à poursuivre les combats. Après avoir signé la reddition de Bennett Place le 26 avril 1865, il obtient la capitulation de toutes les armées confédérées dans les Carolines, en Géorgie et en Floride.
Quand Grant devient président, Sherman lui succède au poste de commandant en chef de l'United States Army (1869-1883). Son rôle le conduit à mener les guerres indiennes dans l'Ouest américain. Sa carrière est marquée par un refus constant de s'engager en politique et, en 1875, il publie Memoirs, un des témoignages directs les plus connus de la guerre de Sécession. Analysant le parcours militaire de Sherman, l'historien militaire Liddell Hart affirme qu'il est « le premier général moderne ».

## Jeunesse et famille
William Tecumseh Sherman naît à Lancaster, dans l’Ohio, sur les berges de la rivière Hocking. Son père Charles Robert Sherman, un avocat brillant qui siège à la Cour suprême de l'Ohio, lui donne le nom du célèbre Tecumseh, chef du peuple amérindien Chaouanons. Le juge Sherman décède brusquement en 1829, laissant sans héritage sa veuve, Mary Hoyt Sherman, et ses onze enfants. William Tecumseh Sherman, alors âgé de neuf ans, est élevé par un voisin et ami de la famille, l’avocat Thomas Ewing, un membre éminent du parti whig qui devient sénateur des États-Unis pour l’Ohio et premier secrétaire à l'Intérieur des États-Unis. Orphelin, Sherman voue dans son enfance une admiration particulière pour le père fondateur Roger Sherman.
La famille de Sherman fait partie du groupe formé par les familles Baldwin, Hoar & Sherman, très influentes politiquement. Un de ses frères aînés, Charles Taylor Sherman, devient juge fédéral, et l’un de ses frères cadets, John Sherman, devient sénateur des États-Unis et secrétaire de Cabinet des États-Unis. Un autre de ses frères cadets, Hoyt Sherman, devient un riche banquier. Deux de ses frères adoptifs servent également comme major-généraux dans l'Armée de l'Union lors de la guerre de Sécession : Hugh Boyle Ewing, un futur ambassadeur et écrivain, et Thomas Ewing, Jr., qui assume plus tard la tâche d'avocat de la défense de certains conspirateurs responsables de l'assassinat d'Abraham Lincoln.

### Les prénoms de Sherman
Le prénom insolite donné à Sherman a toujours attiré l'attention. Sherman lui-même indique que son deuxième prénom provient du fait que son père « s'était pris d'une lubie pour le grand chef des Shawnees, Tecumseh ». Depuis 1932, plusieurs biographes écrivent que dans sa prime enfance Sherman était simplement prénommé Tecumseh. Selon eux, Sherman n'acquiert le prénom de William qu'à l'âge de neuf ou dix ans, après avoir intégré le ménage Ewing. Sa mère adoptive, Maria Ewing, descendante d'irlandais, est une pieuse catholique et aurait fait baptiser Sherman par un prêtre dominicain, qui lui aurait donné le prénom de William parce que l'évènement se serait déroulé le jour de la saint William — peut-être le 25 juin, jour de la fête de saint William de Montevergine.
Cette version est contredite par Sherman qui déclare dans ses mémoires que son père l'appelait « William Tecumseh ». Il existe également une preuve que Sherman fut baptisé par un pasteur presbytérien étant enfant et qu'il reçut alors le prénom de William,,. Adulte, Sherman signe toutes ses correspondances, y compris celles adressées à son épouse, par « W.T. Sherman », mais ses amis et sa famille le surnomment « Cump ».

### Formation militaire et service

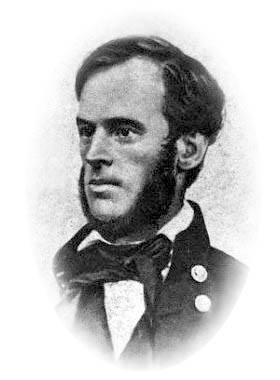
Portrait du jeune William T. Sherman en uniforme militaire.

Le sénateur Ewing parvient à faire admettre Sherman, alors âgé de seize ans, comme cadet de l'Académie militaire de West Point. Il devient le compagnon de chambre et l'ami d'un autre futur général de la guerre de Sécession, George H. Thomas. Son camarade cadet William Rosecrans décrit plus tard Sherman à West Point comme « un des camarades les plus brillants et les plus appréciés » et « un camarade aux yeux brillants et aux cheveux roux, qui était toujours disposé à une espièglerie de quelque sorte ». À propos de son passage à West Point, Sherman écrit simplement dans Memoirs :

« À l'académie, je n'étais pas considéré comme un bon soldat, car à aucun moment je n'ai été sélectionné pour une quelconque responsabilité, et je suis resté simple soldat tout au long des quatre années. À cette époque tout comme aujourd'hui, s'habiller et agir avec soin, se conformer strictement aux règles étaient les qualifications requises pour une responsabilité, et je suppose qu'on me considérait comme n'excellant en aucune d'entre elles. Dans mes études, j'ai toujours eu une réputation honorable auprès de mes professeurs, et j'étais généralement classé parmi les meilleurs, en particulier en dessin, chimie, mathématiques, physique et philosophie. Ma moyenne de points négatifs, par année, étaient d'environ cent cinquante, ce qui ramena mon classement final de quatrième à sixième,. »

Dès la remise des diplômes en 1840, Sherman entre dans l'armée comme sous-lieutenant de la 3e U.S. Artillery et participe aux combats de la seconde guerre séminole, en Floride. Il est plus tard stationné en Géorgie et Caroline du Sud. En tant que fils adoptif d'un influent politicien Whig de Charleston, le populaire lieutenant Sherman évolue au sein de la haute société du Vieux Sud.
Tandis que plusieurs de ses camarades participent aux combats de la guerre américano-mexicaine, Sherman occupe des fonctions administratives dans le territoire conquis de Californie. Accompagné de son camarade, le lieutenant Edward Ord, il atteint la ville de Yerba Buena deux jours avant qu'elle ne soit rebaptisée « San Francisco », le 17 janvier 1847.
En 1848, Sherman accompagne le gouverneur militaire de la Californie, le colonel Richard Barnes Mason, dans sa tournée d'inspection qui confirme officiellement que de l'or a bien été découvert dans la région, déclenchant ainsi la ruée vers l'or en Californie. Sherman et Edward Ord participent à l'arpentage des subdivisions de la ville qui devient plus tard Sacramento.
En 1850, Sherman obtient son brevet de capitaine pour « service méritoire », mais l'absence d'une affectation en zone de combat le décourage et contribue sans doute à sa décision de démissionner de l'armée. Lors de la guerre de Sécession, Sherman est ainsi l'un des rares officiers de haut rang à n'avoir pas combattu au Mexique.

### Vie familiale
En 1850, Sherman épouse Eleanor Boyle Ewing, la fille du premier secrétaire à l'Intérieur, Thomas Ewing. La cérémonie a lieu à Washington, et le président Zachary Taylor et de nombreux hommes politiques influents y assistent.
Comme sa mère, Ellen Ewing Sherman est une catholique pieuse : les huit enfants de Sherman sont ainsi élevés dans les préceptes de cette religion. Bien qu'il ait été baptisé deux fois dans son enfance, Sherman n'adhère à aucune organisation religieuse au cours de sa vie adulte. En 1878, son fils Thomas Ewing Sherman commence son noviciat et rejoint la Compagnie de Jésus. D'après lui, son père allait à l'église catholique jusqu'au déclenchement de la guerre de Sécession, mais plus par la suite.
En 1874, Sherman étant devenu célèbre, leur fille aînée, Marie Ewing Sherman, fait un mariage remarqué avec Thomas W. Fitch, un officier de l'US Navy. Le président Ulysses S. Grant y assiste et elle reçoit un généreux cadeau du Khédive d'Égypte. Une autre fille de Sherman, Eleanor, épouse Alexander Montgomery Thackara, le mariage est célébré dans la maison des Sherman à Washington, le 5 mai 1880.

### Carrière d'affaires

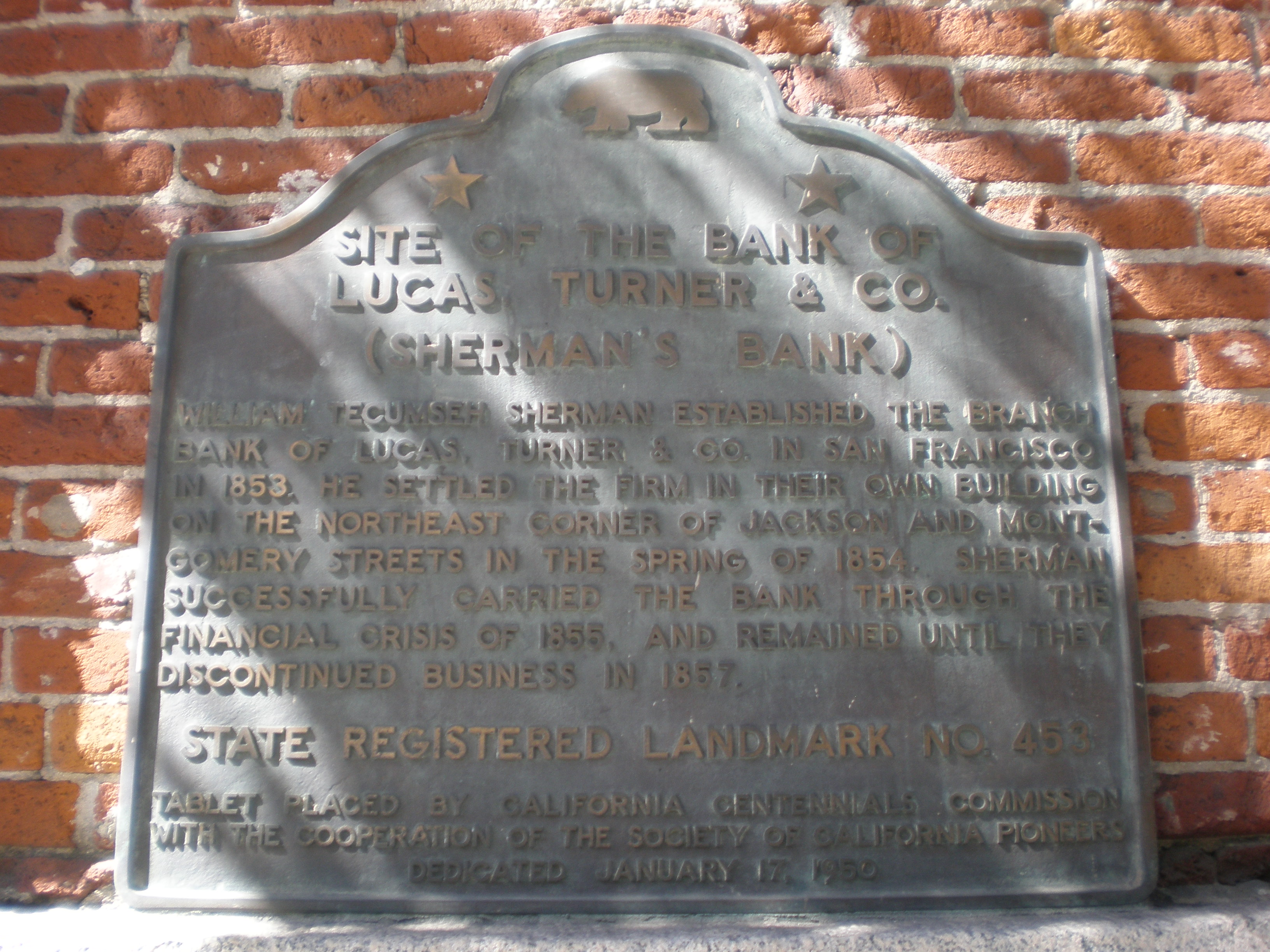
Plaque commémorative posée à l'emplacement de la banque que dirigea Sherman à San Francisco.

En 1853, Sherman démissionne de son poste de capitaine et devient président de la filiale à San Francisco d'une banque de Saint Louis. Son retour à San Francisco se fait au cours d'une période troublée de l'histoire de l'Ouest américain. Il survit à deux naufrages et franchit le Golden Gate sur un morceau de charpente de la goélette qui devait le transporter. L'asthme dont souffre Sherman s'aggrave en raison du stress engendré par le climat financier effréné de la cité californienne, qui lui provoque également des troubles du sommeil. Plus tard, se remémorant l'époque de la folle spéculation foncière à San Francisco, Sherman écrit : « je peux gérer cent mille hommes dans une bataille et prendre La Cité du Soleil, mais je suis effrayé d'avoir à m'occuper d'un lopin de terre dans le marais de San Francisco. » En 1856, durant le San Francisco Vigilance Movement, il sert brièvement comme major-général de la milice californienne.
La banque que dirige Sherman à San Francisco ferme en mai 1857, et il est muté à New York. Quand la maison-mère fait faillite pendant la panique bancaire de 1857, il se tourne vers la pratique du droit à Leavenworth, dans le Kansas, sans grand succès.

### Directeur d'académie militaire
En 1859, Sherman accepte la direction de la Louisiana State Seminary of Learning & Military Academy, à Pineville, en Louisiane. Ce poste lui est offert par le major Don Carlos Buell et le général G. Mason Graham. Il se montre un chef efficace et apprécié au sein de cet établissement, qui devient plus tard l'université d'État de Louisiane (LSU). Joseph Pannell Taylor, le frère du défunt président Zachary Taylor, déclare que « si vous aviez cherché dans toute l'armée, d'un bout à l'autre, vous n'auriez pas trouvé d'homme plus admirablement fait pour ce poste dans tous ses aspects, que ne l'était Sherman ».

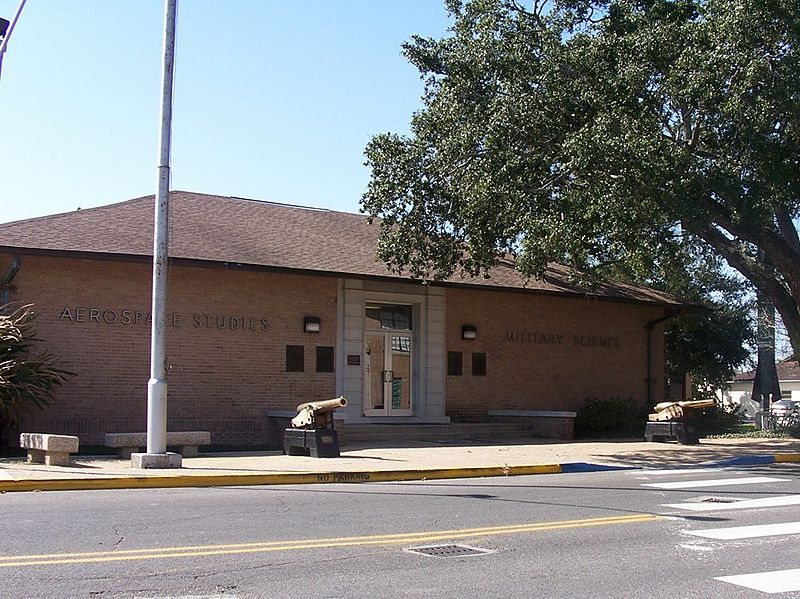
Canons utilisés par le Sud au début de la guerre de Sécession, devant le bâtiment des sciences militaires de l'Université d'État de Louisiane.

En apprenant la sécession de la Caroline du Sud, Sherman fait observer à son ami le professeur David French Boyd, un sécessionniste enthousiaste, originaire de Virginie :

« Vous les gens du Sud ne savez pas ce que vous faites. Ce pays va être couvert de sang et Dieu seul sait comment cela finira. C'est pure folie, un crime contre la civilisation ! Vous parlez si légèrement de la guerre; vous ne savez pas de quoi vous parlez. La guerre est une chose terrible ! Vous vous trompez aussi sur les gens du Nord. Ils sont un peuple paisible, mais un peuple ardent et ils se battront eux aussi. Ils ne laisseront pas ce pays être détruit sans consentir un immense effort pour le sauver… En outre, où sont les hommes et les machines de guerre que vous leur opposerez ? Le Nord peut fabriquer une machine à vapeur, une locomotive ou un wagon de chemin de fer, pendant que vous pouvez à peine produire un mètre de tissu ou une paire de chaussures. Vous vous jetez dans une guerre contre l'un des peuples les plus puissants, les plus ingénieux en mécanique et des plus déterminés sur Terre - là, juste à votre porte. Vous êtes voués à l'échec. Ce n'est que dans votre esprit et votre détermination, que vous êtes prêt à la guerre. Dans tout le reste, vous êtes totalement dépourvu, avec une mauvaise cause pour commencer. Au début, vous ferez front, mais comme vos ressources limitées commenceront à manquer, coupés des marchés européens comme vous le serez, votre cause commencera à décliner. Si votre peuple s'arrêtait un instant pour réfléchir, il verrait qu'à la fin vous échouerez certainement. »

En janvier 1861, juste avant le déclenchement de la guerre de Sécession, Sherman reçoit l'ordre de réceptionner les armes de l'arsenal des États-Unis à Bâton-Rouge, au profit de la milice de l'État de Louisiane. Au lieu d'acquiescer, il démissionne de son poste de directeur et rejoint le Nord, en déclarant au gouverneur de la Louisiane : « Pour rien au monde je ne ferai ni même n'aurai de pensée hostile […] vis-à-vis […] des États-Unis. »
Après la guerre, le général Sherman offre deux canons à l'établissement. Ces canons ont été capturés aux forces confédérées et avaient été utilisés au début de la guerre pour tirer sur fort Sumter, en Caroline du Sud. Ils sont toujours exposés devant le bâtiment des sciences militaires du LSU.

### Intermède de St Louis
Juste après son départ de Louisiane, Sherman se rend à Washington, probablement dans l'espoir d'obtenir un poste dans l'armée, et rencontre Abraham Lincoln à la Maison-Blanche lors de la semaine de son inauguration. Sherman lui fait part de sa préoccupation sur l'état d'impréparation du Nord pour la guerre à venir, mais Lincoln reste insensible à son discours.
Sherman est ensuite président de la St. Louis Railroad, une compagnie de tramway, poste qu'il n'occupe que durant quelques mois. Il vit donc dans un État-frontière, le Missouri, lorsque la crise sécessionniste atteint son apogée. Tout en essayant de se tenir lui-même à l'écart de la controverse, il observe les efforts déployés par le membre du Congrès Frank Blair, qui va servir sous ses ordres pendant la guerre, pour maintenir le Missouri au sein de l'Union. Début avril, il refuse une offre de l'administration Lincoln pour prendre un poste au département de la Guerre qui aurait sans doute fait de lui l'Assistant Secretary of War. Après le bombardement du Fort Sumter, Sherman hésite à reprendre du service dans l'armée. Il tourne en ridicule l'appel de Lincoln pour le recrutement de 75 000 volontaires pour une durée de trois mois, afin de venir à bout de la sécession, en déclarant : « Tiens ! Vous pourriez aussi bien tenter d'éteindre une maison en feu avec un pistolet à eau. » En mai, il offre cependant ses services à l'armée régulière, et son frère le sénateur John Sherman et d'autres relations manœuvrent pour lui obtenir une commission. Le 3 juin, il écrit : « Je pense toujours que ce sera une longue guerre — très longue — plus longue qu'aucun politicien ne l'envisage. » Il reçoit enfin un télégramme le convoquant à Washington pour le 7 juin.

## Service durant la guerre de Sécession

### Première commission militaire

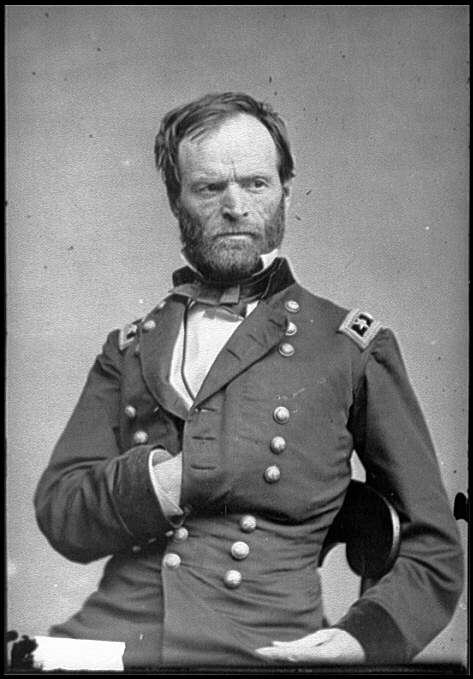
Maj. Gen. William T. Sherman. Portrait de Mathew Brady, en 1864.

Le 14 mai 1861, Sherman accepte une commission de colonel au 13e régiment d'infanterie des États-Unis. Il est l'un des rares officiers de l'Union à se distinguer lors de la première bataille de Bull Run, le 21 juillet 1861, où il est légèrement blessé par balles au genou et à l'épaule. La désastreuse défaite de l'Union amène Sherman à remettre en cause son propre jugement en tant qu'officier et le potentiel de ses troupes de volontaires. Cependant, le président Lincoln le nomme brigadier-général des volontaires le 17 mai 1861, ce qui fait de lui en théorie le supérieur d'Ulysses Simpson Grant, son futur commandant. Il est affecté à l'Armée du Cumberland à Louisville dans le Kentucky, sous les ordres de Robert Anderson, à qui il succède en automne. Sherman considère cependant que sa nomination viole la promesse que lui a faite Lincoln de ne pas lui donner une position hiérarchique aussi importante.

### Dépression nerveuse et Shiloh
Ayant pris la suite d'Anderson à Louisville, Sherman reçoit ainsi la responsabilité d'un État-frontière, le Kentucky, dans lequel les troupes confédérées tiennent Columbus et Bowling Green et sont présentes près du col de Cumberland Gap. Il devient extrêmement pessimiste sur les perspectives de son commandement, se plaint souvent à Washington de pénuries et fournit des estimations exagérées concernant les forces rebelles. Après la visite à Louisville du secrétaire à la Guerre Simon Cameron en octobre, des articles de presse très critiques à son égard paraissent. Au début de novembre, Sherman insiste pour être relevé. Il est rapidement remplacé par Don Carlos Buell et transféré à Saint-Louis dans le Missouri. En décembre, il est mis en disponibilité par le major-général Henry W. Halleck, commandant du département du Missouri, qui le considère inapte au service. Sherman se rend à Lancaster dans l'Ohio, pour récupérer. Une partie des historiens interprètent le comportement de Sherman à cette période comme une dépression nerveuse. De retour à son foyer, sa femme Ellen écrit à son frère le sénateur John Sherman, en quête de conseils et se plaignant de « cette mélancolie maladive à laquelle votre famille est sujette ». Sherman lui-même écrit plus tard que les soucis du commandement « [l]'avaient brisé », et il reconnaît avoir envisagé le suicide. Ses problèmes s'aggravent encore lorsque le journal Cincinnati Commercial le décrit comme « fou ».

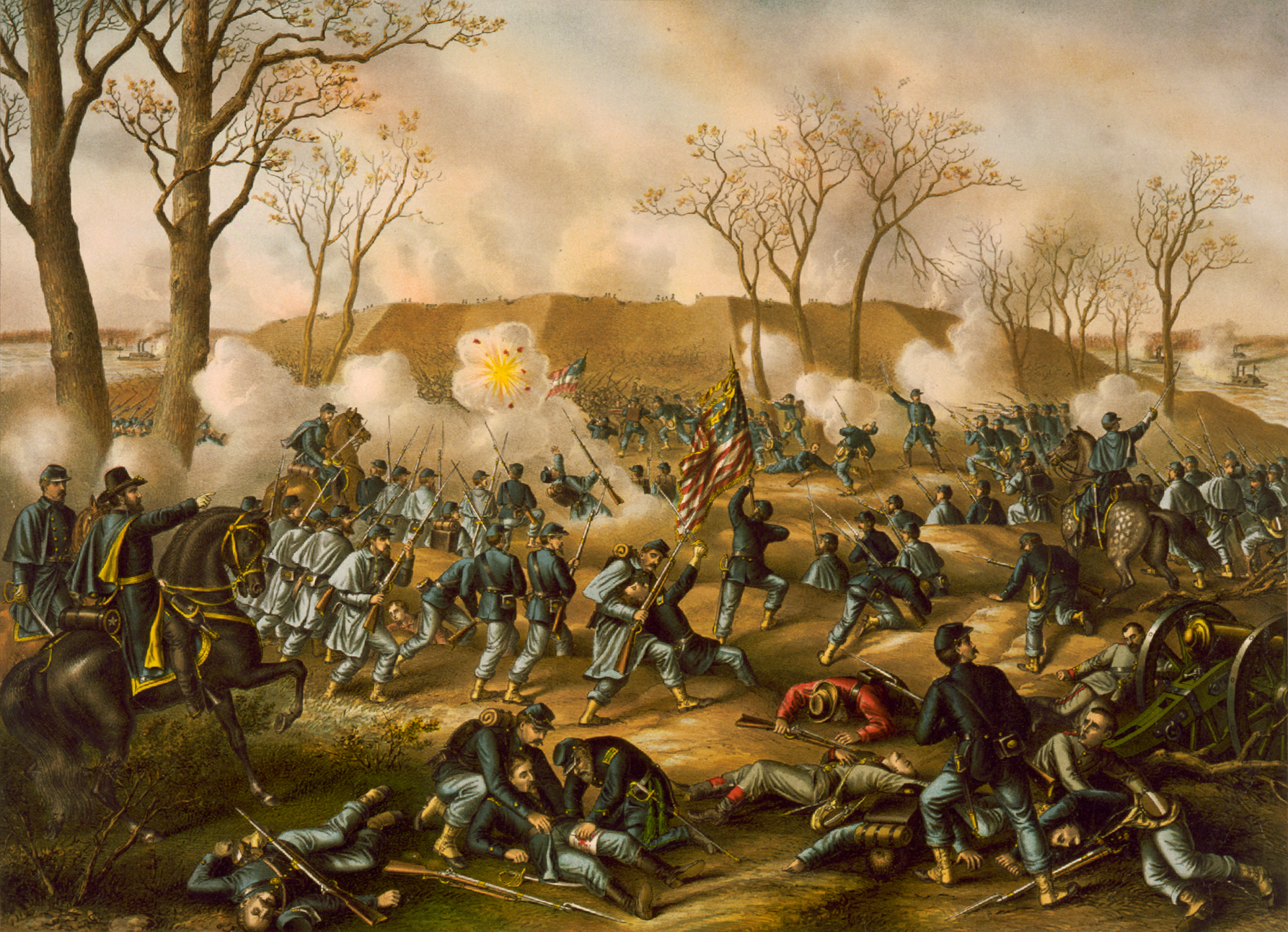
Bataille de Fort Donelson par Kurz and Allison (1887).

Vers mi-décembre, Sherman a suffisamment récupéré pour reprendre du service sous les ordres de Henry Wager Halleck, commandant du département du Missouri. Les premières affectations de Sherman sont des commandements subalternes : le premier a lieu dans une caserne d'instruction près de Saint-Louis, puis il reçoit le commandement du district militaire de Cairo. Opérant depuis Paducah, il fournit un soutien logistique aux opérations du brigadier-général Ulysses S. Grant afin de prendre Fort Donelson. Grant, qui était le commandant précédent de ce district, vient juste de remporter une victoire majeure à Fort Henry et a reçu le commandement du district du Tennessee-occidental (District of West Tennessee). Bien que Sherman soit techniquement l'officier supérieur à cette époque, il écrit à Grant : « Je suis inquiet pour vous, car je sais les grandes facilités qu'ont [les Confédérés] à se regrouper grâce aux rivières ou aux voies ferrées, mais [j'ai] foi en vous - Je suis à vos ordres. »
Après la prise de fort Donelson par Grant, Sherman obtient de servir sous ses ordres lorsqu'il est affecté, le 1er mars 1862, à l'Armée du Tennessee comme commandant de la 5e division. Sa première épreuve majeure sous les ordres de Grant est la bataille de Shiloh. L'attaque confédérée massive au matin du 6 avril 1862 prend par surprise la plupart des généraux de l'Union. Sherman en particulier ne tient pas compte des renseignements fournis par les officiers de milice, refusant de croire que le général confédéré Albert Sidney Johnston est sur le point de quitter sa base de Corinth. Il ne prend aucune précaution si ce n'est de renforcer ses hommes en faction, refusant de faire mettre en place des tranchées et abattis, ou d'envoyer des patrouilles de reconnaissance. À Shiloh, il désire sans doute éviter de sembler excessivement inquiet afin d'échapper aux critiques qu'il a essuyées dans le Kentucky. Il écrit ainsi à sa femme que s'il prenait plus de précautions, « ils me traiteraient encore de fou. »

Bataille de Shiloh par Thulstrup.

Malgré son impréparation à l'attaque confédérée, Sherman parvient à rallier ses troupes et conduit une retraite ordonnée, qui évite aux forces de l’Union une déroute. Trouvant Grant à la fin de la journée assis sous un chêne, fumant un cigare dans l’obscurité, il éprouva « le sage et soudain instinct de ne pas parler de retraite ». À la place, dans ce qui deviendra l’une des conversations les plus célèbres de la guerre, Sherman dit simplement : « Eh bien, nous avons eu une journée infernale, n'est-ce pas ? ». Après une bouffée de son cigare, Grant répond calmement : « Oui. N'empêche, on leur botte le cul demain. » Sherman participe activement au succès de la contre-attaque de l’Union le 7 avril 1862. Il est blessé à deux reprises — à la main et à l’épaule — et trois chevaux s'effondrent sous lui, abattus par les balles ennemies. Son action est saluée par Grant et Halleck et, après la bataille, il est promu major-général des volontaires, le 1er mai 1862.
À la fin avril, une force de l'Union composée de 100 000 combattants avance lentement contre Corinth, sous le commandement de Halleck avec Grant relégué au rôle de second. Sherman dirige la division à l’extrémité de l’aile droite, sous le commandement de George H. Thomas. Peu après le début de l'occupation de Corinth par les forces de l'Union, le 30 mai, Sherman persuade Grant de ne pas abandonner son commandement, en dépit des graves difficultés qu'il éprouve avec le général Halleck. Sherman donne à Grant l'exemple de sa propre vie : « avant la bataille de Shiloh, j'ai été traité de fou par un journal, mais cette simple bataille m'a donné une vie nouvelle et maintenant je suis aux anges. » Il dit à Grant que, s'il reste dans l'armée, « quelque heureux accident vous ramènera en faveur et à votre vraie place ». En juillet, la situation de Grant s'améliore lorsque Halleck part à l'est pour devenir général-en-chef, et Sherman devient gouverneur militaire de la ville occupée de Memphis dans le Tennessee.

### Vicksburg et Chattanooga

Carte des batailles de Chattanooga, 1863.

La carrière des deux officiers suit dès lors une phase ascendante. Dans le cas de Sherman, c'est en partie parce qu'il a tissé des liens personnels étroits avec Grant au cours des deux années où ils ont servi ensemble dans l'Ouest. Cependant, à un certain moment lors de la longue et compliquée campagne de Vicksburg, un journal se plaint que « l'armée est en train de s'enliser, sous la direction d’un ivrogne [Grant], dont le conseiller personnel [Sherman] est un cinglé ».
Le parcours militaire de Sherman entre 1862 et 1863 est mitigé. En décembre 1862, les forces sous ses ordres sont vivement repoussées lors de la bataille de Chickasaw Bayou, juste au nord de Vicksburg, dans le Mississippi. Peu après, son XVe corps doit se placer sous les ordres du major-général John A. McClernand pour participer à l'attaque sur l'Arkansas Post, considérée généralement comme une diversion décidée par les politiques, pour prendre Vicksburg. Avant la campagne de Vicksburg au printemps 1863, Sherman exprime de sérieuses réserves quant à la sagesse de la stratégie peu orthodoxe de Grant, mais il exécute fidèlement ses ordres. Après la capitulation de Vicksburg, désormais sous le contrôle des forces de l’Union commandées par Grant, le 4 juillet 1863, Sherman est élevé au grade de brigadier-général de l’armée régulière, en plus de son grade de major-général des volontaires. La famille de Sherman part de l’Ohio pour visiter son camp près de Vicksburg. Cette visite se solde par la mort, dû à la fièvre typhoïde, de leur fils âgé de neuf ans, Willie, surnommé « le petit sergent ».

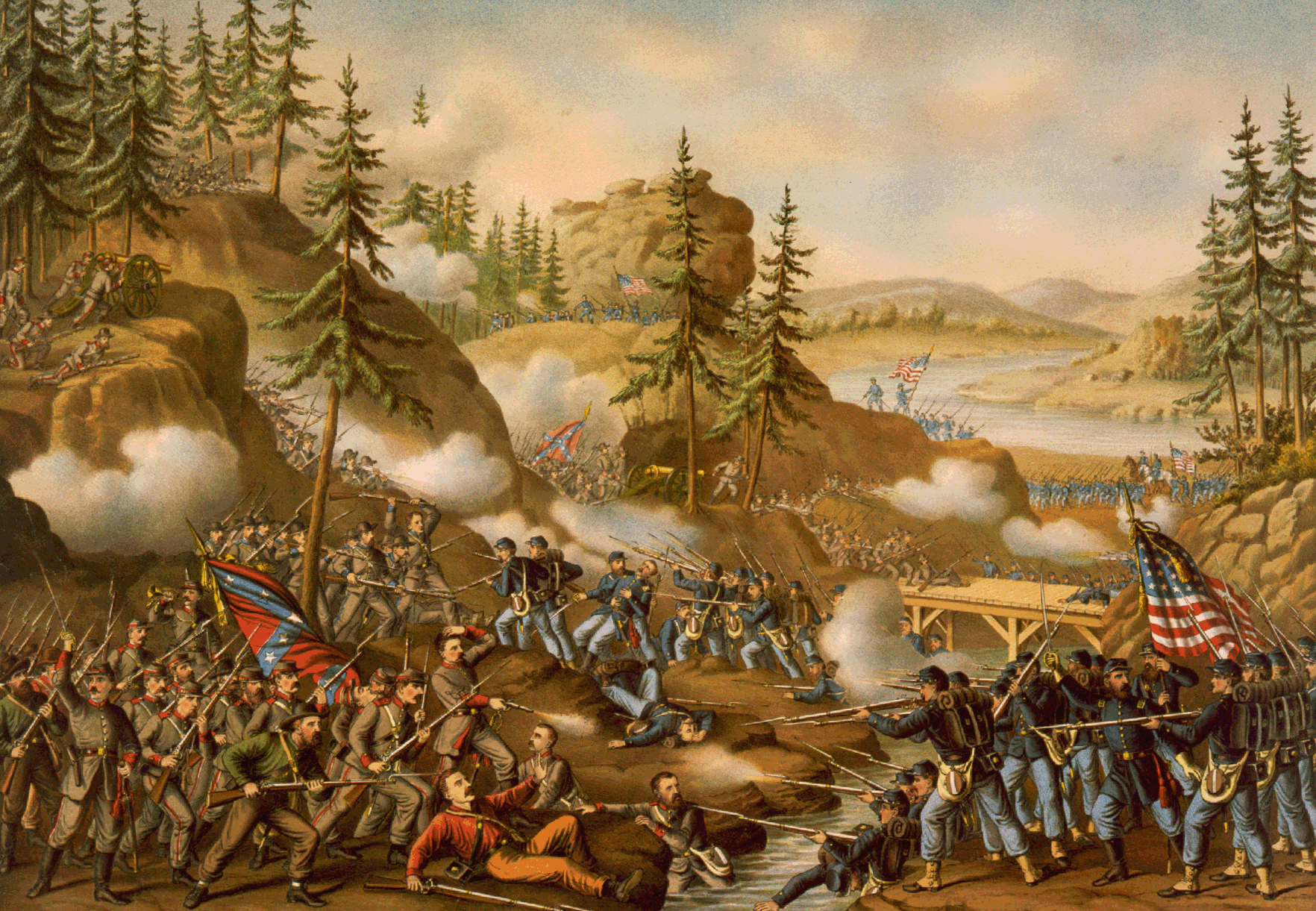
Bataille de Chattanooga, par Kurz et Alison.

Par la suite, le commandement dans l'ouest passe aux mains de Grant (division militaire du Mississippi), et Sherman lui succède à la tête de l'Armée du Tennessee. Lors de la bataille de Chattanooga en novembre, Sherman prend rapidement la cible qui lui a été assignée, la colline de Billy Goat Hill à l'extrémité nord de la crête de Missionary Ridge, pour s'apercevoir en fait qu'elle ne fait pas du tout partie de la crête, mais est plutôt un éperon distinct, séparé de la crête principale par un ravin parsemé de rochers. Quand il tente d'attaquer la crête principale à Tunnel Hill, ses troupes sont à plusieurs reprises repoussées par la division lourde de Patrick Cleburne, la meilleure unité de l'armée de Braxton Bragg. Les tentatives de Sherman sont éclipsées par l'assaut réussi de l'armée de George Henry Thomas sur le centre de la ligne confédérée, un mouvement lancé, à l'origine, pour faire diversion. Par la suite, Sherman conduit une colonne afin de soulager les forces de l'Union sous les ordres d'Ambrose Burnside qu'on pense être en mauvaise posture à Knoxville et, en février 1864, mène une expédition à Meridian, dans le Mississippi, pour semer la confusion au sein des infrastructures confédérées.

### Géorgie

Carte des campagnes de Sherman en Géorgie et dans les Carolines, entre 1864 et 1865.

Sherman apprécie l'amitié et la confiance de Grant. Lorsque Lincoln fait appel à Grant dans l'est, au printemps 1864, pour y prendre le commandement des armées de l'Union, Grant nomme Sherman pour lui succéder à la tête de la division militaire du Mississippi, qui comprend le commandement des forces du théâtre occidental de la guerre. Grant commandant à présent l'ensemble des armées de l'Union, Sherman lui écrit en exposant sa stratégie pour mettre fin à la guerre, concluant par « si vous pouvez battre Lee et que je marche sur l'Atlantique, je pense que le vieil oncle Abe nous donnera vingt jours de permission pour aller voir nos petits gars. »
Sherman procède à l'invasion de la Géorgie avec trois armées : l'Armée du Cumberland, forte de 60 000 hommes et commandée par George Henry Thomas, l'Armée du Tennessee, qui compte alors 25 000 hommes sous les ordres de James B. McPherson, et l'Armée de l'Ohio, dont les 13 000 hommes sont menés par John M. Schofield. C'est une longue campagne de mouvement en terrain montagneux contre l'Armée du Tennessee du général confédéré Joseph E. Johnston, avec un seul assaut direct, désastreux, lors de la bataille de Kennesaw Mountain. En juillet, le prudent Johnston est remplacé par le téméraire John Bell Hood, qui défie Sherman dans des affrontements directs en terrain découvert, là où Sherman est à son avantage. C'est alors, en août, que Sherman « apprend [qu'il a] été nommé major-général de l'armée régulière, ce qui était inespéré et non désiré avant qu'Atlanta ne soit prise,. »

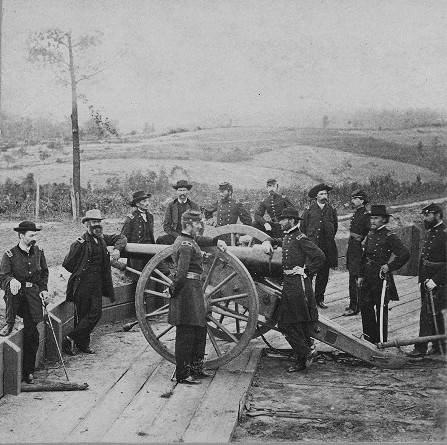
Sherman et ses subordonnés - Campagne d'Atlanta.

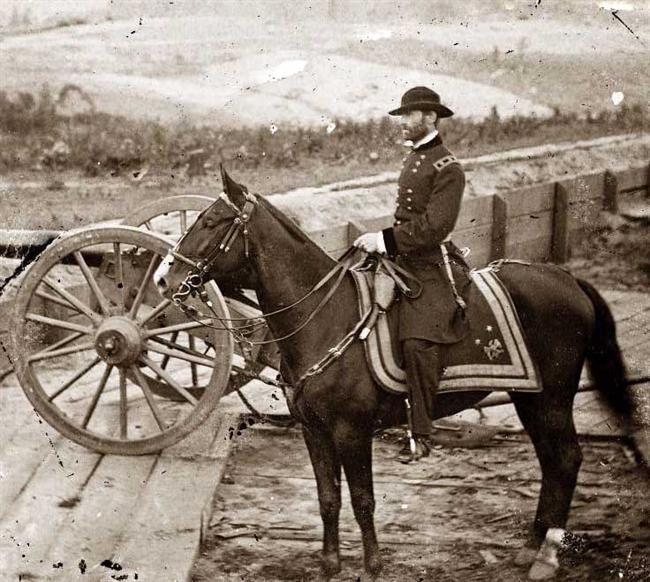
Sherman à cheval - Campagne d'Atlanta.

La campagne de Sherman pour la prise d'Atlanta se termine victorieusement le 2 septembre 1864. Après avoir exigé le départ de tous les civils de la ville, il donne l'ordre d'incendier tous les bâtiments gouvernementaux et militaires de la cité, mais de nombreuses maisons privées et commerces sont aussi brûlés. La prise d'Atlanta rend le nom de Sherman populaire dans le Nord et contribue à la victoire de Lincoln lors de l'élection présidentielle de novembre 1864. La défaite électorale de Lincoln face au candidat démocrate et ancien commandant de l'armée de l'Union George B. McClellan semblait pourtant probable durant l'été. Un tel événement aurait conduit à la victoire des Confédérés, car le parti démocrate appelle à cette époque à des négociations de paix basées sur l'accession à l'indépendance de la Confédération. Pour ces raisons, la prise d'Atlanta par Sherman est sans doute sa plus importante contribution à la cause de l'Union.
Après Atlanta, Sherman entreprend de faire marche plein Sud, en déclarant qu'il « va faire hurler la Géorgie ». Sherman néglige initialement l'armée de John Bell Hood qui fait mouvement au Tennessee, mais il doit rapidement envoyer des troupes pour le contrer.
Sherman marche avec 62 000 hommes sur le port de Savannah, s'approvisionnant par pillage et causant, selon ses propres estimations, plus de cent millions de dollars de dégâts. Sherman appelle cette tactique le hard war (« la guerre dure »), qui est connue de nos jours sous le nom de guerre totale. À la fin de cette campagne, connue sous le nom de marche de Sherman vers la mer, ses troupes capturent Savannah le 22 décembre 1864. Sherman télégraphie alors à Lincoln, lui offrant la ville comme cadeau de Noël.

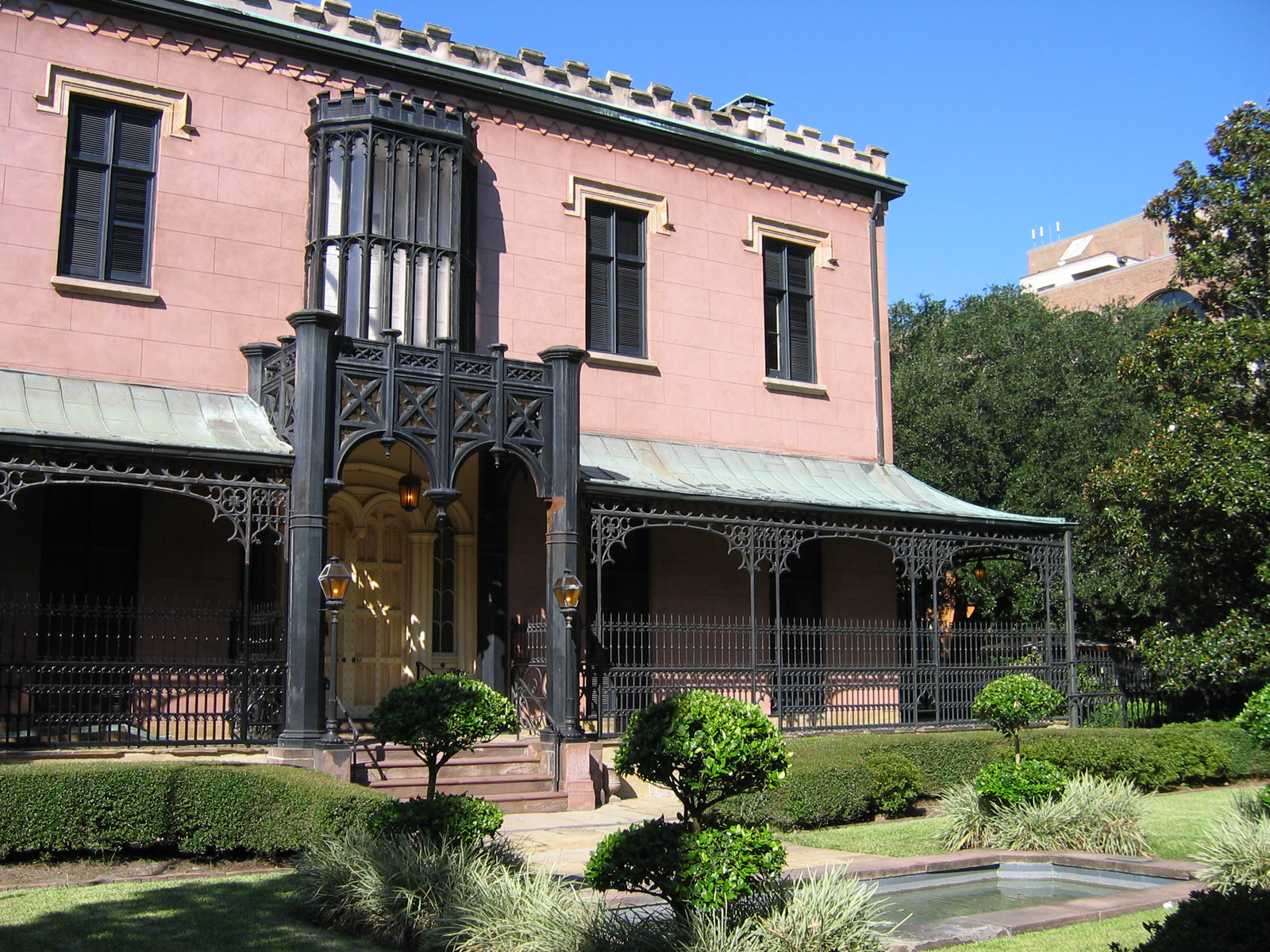
La maison Green-Meldrim, où Sherman loge après avoir pris Savannah en 1864.

Le succès de Sherman en Géorgie reçoit une ample couverture médiatique dans le Nord, au moment où Grant semble accomplir peu de progrès dans son combat contre l'Armée de Virginie du Nord du général confédéré Robert Lee. Un projet de loi est présenté au Congrès afin de promouvoir Sherman au même grade que Grant, dans le but probable de lui faire remplacer Grant comme commandant des armées de l'Union. Sherman écrit à son frère, le sénateur John Sherman, et au général Grant, en rejetant énergiquement une telle promotion. Selon une chronique de cette époque, c'est à peu près à ce moment que Sherman fait sa mémorable déclaration de la fidélité à Grant :

« Il est relaté qu'un distingué civil, qui lui rendit visite à Savannah, désireux de connaître sa véritable opinion du général Grant, commença à parler de lui en le dénigrant. 'Ça ne se peut; ça ne se peut, M. ____,' répondit Sherman, à sa façon rapide et nerveuse, 'Le général Grant est un grand général. Je le connais bien. Il était à mes côtés lorsque j'étais fou et j'étais à ses côtés alors qu'il était ivre, et maintenant, monsieur, nous sommes côte à côte pour toujours. »

Alors qu'il se trouve à Savannah, Sherman apprend par les journaux que son fils Charles Celestine est mort, lors de sa marche vers la mer ; le général n'a jamais vu son enfant.

### Campagne finale des Carolines

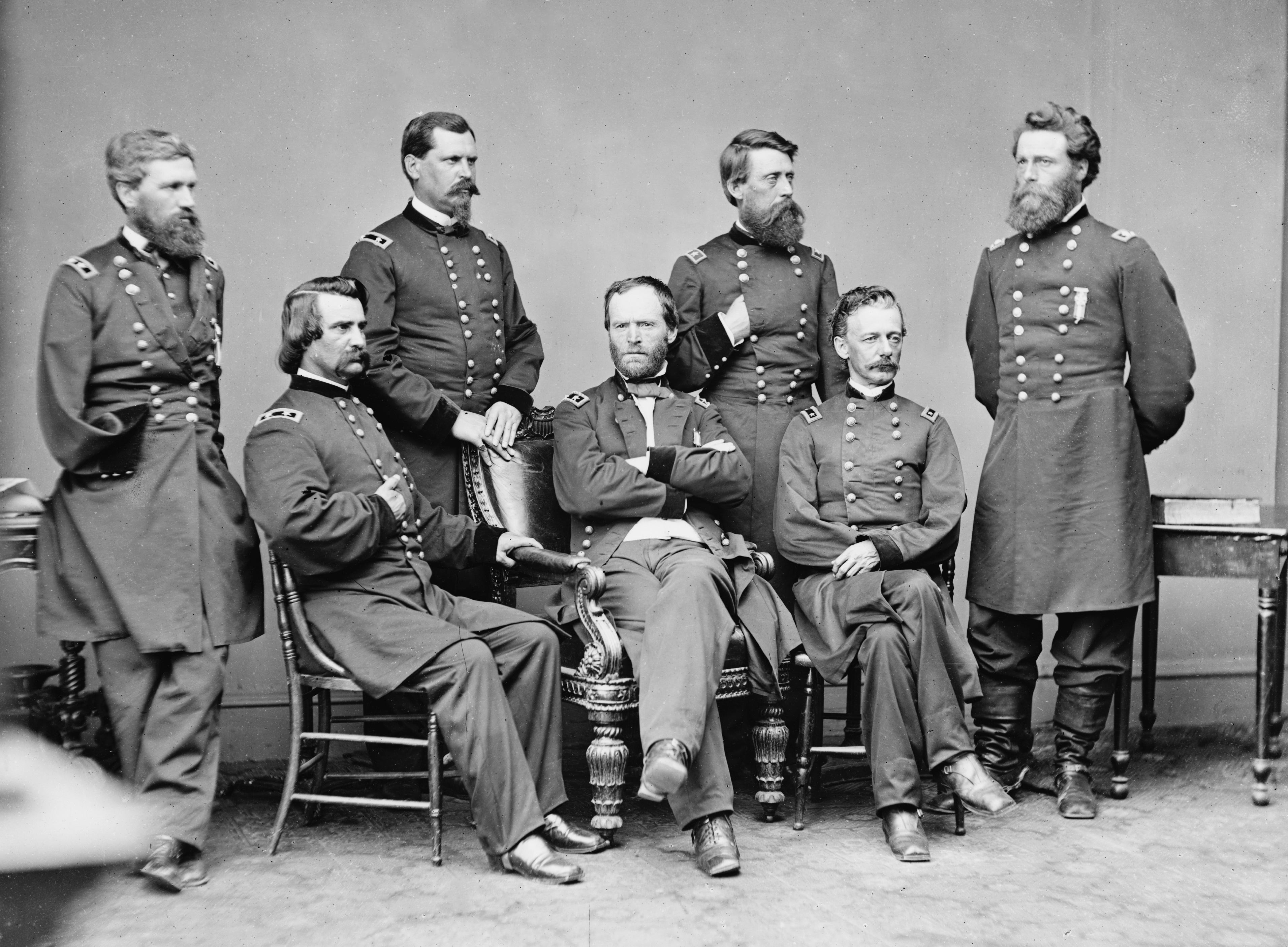
Sherman et son état-major. Debout de gauche à droite, les généraux Howard, Hazen, Davis et Mower. Assis de gauche à droite, les généraux Logan, Sherman, Slocum. Photographie de Mathew Brady.

Au printemps 1865, Grant ordonne à Sherman d'embarquer son armée sur des bateaux à vapeur pour le rejoindre en Virginie et l'aider à affronter Lee. Mais Sherman persuade Grant de le laisser faire marche vers le nord à travers les Carolines, en détruisant sur son passage tout objectif stratégique et logistique qu'il rencontre, comme il l'avait fait en Géorgie. Il souhaite en particulier frapper la Caroline du Sud, le premier État à avoir fait sécession, en raison de l'impact que cela aurait sur le moral du sud. Son armée se déplace ainsi vers le nord par la Caroline du Sud, en rencontrant une légère résistance des troupes du général confédéré Joseph E. Johnston. Apprenant que les hommes de Sherman avancent sur des chemins de rondins de bois à travers les marais de la rivière Salkehatchie à la vitesse d'une vingtaine de kilomètres par jour, Johnston « se dit qu'il n'y a pas eu d'armée comme celle-ci depuis l'époque de Jules César. »
Sherman capture la capitale de l'État de la Caroline du Sud, Columbia, le 17 février 1865. Des incendies éclatent en ville pendant la nuit et, le lendemain matin, la majeure partie du centre-ville est détruite. L'incendie de Colombia est depuis un sujet de polémique, et les interprétations sont diverses, : les feux auraient pu être accidentels, des actes délibérés de vengeance, ou allumés par les confédérés se retirant de la ville. Les guides amérindiens locaux, du groupe ethnique Lumbees, aident l'armée de Sherman à traverser la Lumber River et le centre de la Caroline du Nord sous des pluies torrentielles. Selon Sherman, la difficile traversée de la rivière Lumber, des marais, des pocosins et des ruisseaux du comté de Robeson « fut la plus maudite marche [qu'il ait] jamais vue ». Par la suite, ses troupes n'infligent que des dommages mineurs aux infrastructures civiles de Caroline du Nord, qui est considérée par ses hommes comme un État confédéré réticent, car il a été l'un des derniers à rejoindre la Confédération. Fin mars, Sherman quitte brièvement ses troupes et se rend à City Point, en Virginie, pour s'entretenir avec Grant. Lincoln parvient également à se rendre à City Point au même moment, permettant ainsi la seule réunion tripartite, Lincoln, Grant et Sherman, de toute la guerre.

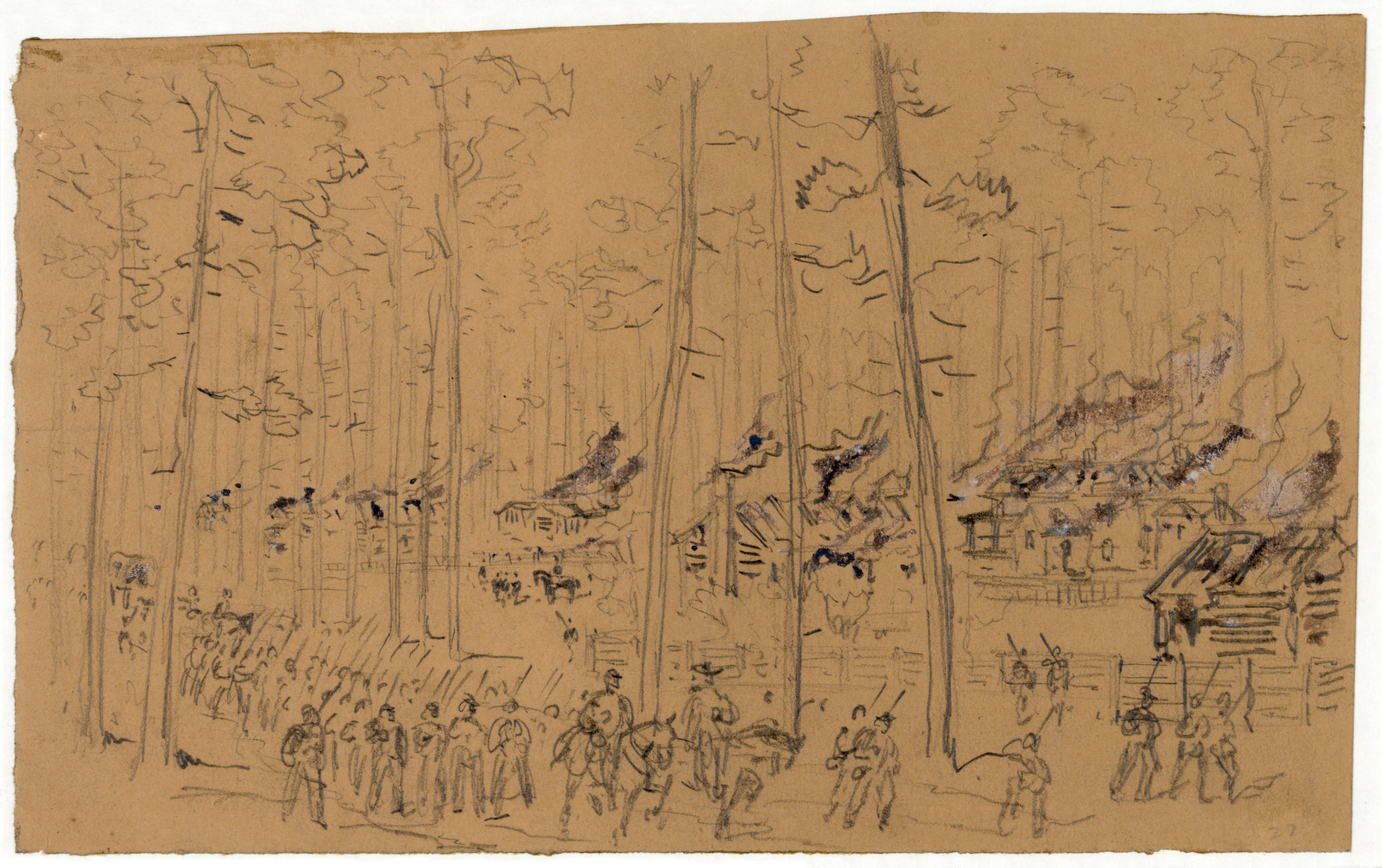
Marche de Sherman à travers la Caroline du Sud : l'incendie de McPhersonville, par William Waud en 1865.

Après la victoire de Sherman sur les troupes de Johnston à la bataille de Bentonville, la reddition de Lee à Grant à l'Appomattox Court House et l'assassinat d'Abraham Lincoln, Sherman rencontre Johnston à Bennett Place, dans la ville de Durham, en Caroline du Nord, pour négocier une reddition confédérée. Sur l'insistance de Johnston et du président confédéré Jefferson Davis, Sherman offre des termes de reddition généreux qui prennent en compte les aspects politiques et militaires. Sherman pense que son offre est conforme à la vision exprimée par Lincoln lors de la réunion de City Point, mais il n'a reçu aucune autorité pour négocier au nom des États-Unis, ni de la part de Grant, ni de celle du président nouvellement installé, Andrew Johnson, ni même du Cabinet. Le gouvernement à Washington refuse d'honorer les termes de la reddition, causant une inimitié durable entre Sherman et le secrétaire à la Guerre, Edwin M. Stanton. La confusion sur cette question dure jusqu'au 26 avril 1865, quand Johnston, ignorant les directives du président Davis, donne son accord sur les termes purement militaires et se rend formellement avec son armée et toutes les forces confédérées dans les Carolines, la Géorgie et la Floride. Sherman et ses troupes défilent à Washington le 24 mai 1865, pour le Grand Review of the Armies et sont ensuite congédiées. Après être devenu le second plus important général de l'armée de l'Union, il ferme ainsi la boucle dans la ville même où il commence son service comme colonel d'un régiment d'infanterie inexistant.

### Esclavage et émancipation

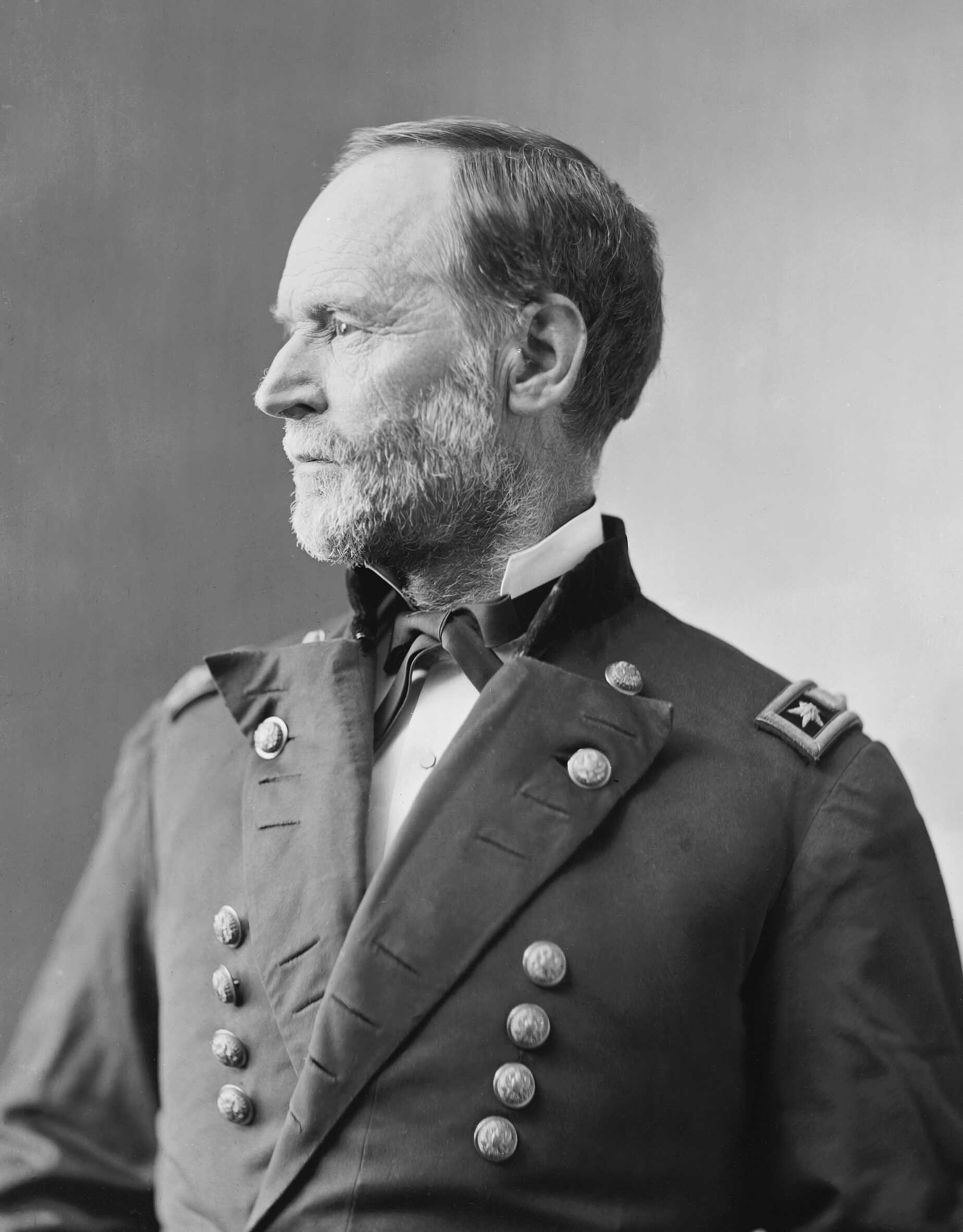
Portrait de William Tecumseh Sherman par Mathew Brady.

Bien qu'il finisse par désapprouver l'esclavage, Sherman n'était pas un abolitionniste avant la guerre. Comme beaucoup, dans le contexte de son époque, il ne croit pas à « l'égalité du nègre ». Ses campagnes militaires de 1864 et de 1865 permettent de libérer de nombreux esclaves, qui l'accueillent « comme le second Moïse ou comme Aaron » et se joignent à sa marche à travers la Géorgie et les Carolines par dizaines de milliers.
Le sort de ces réfugiés devient un problème militaire et politique pressant. Quelques abolitionnistes accusent Sherman d'en faire trop peu pour soulager les conditions de vie précaires des esclaves libérés. Pour régler ce problème, le 12 janvier 1865, Sherman rencontre à Savannah le secrétaire à la Guerre Stanton et des leaders noirs locaux. Après le départ de Sherman, Garrison Frazier, un ministre baptiste, déclare en réponse à une question au sujet des sentiments de la communauté noire :

« Nous considérions le général Sherman, avant son arrivée, comme un homme, dans la providence de Dieu, spécialement créé pour accomplir cette œuvre et nous avons unanimement ressenti envers lui une ineffable gratitude, le considérant comme un homme qui doit être honoré pour le fidèle accomplissement de son devoir. Certains d'entre nous firent appel à lui dès son arrivée et il est probable qu'il n'aurait pas répondu au [secrétaire Stanton], avec plus de courtoisie que lorsqu'il nous rencontra. Sa conduite et son comportement envers nous le caractérisent comme un ami et un gentleman. »

Quatre jours plus tard, Sherman publie les Special Field Orders, No. 15. Ces consignes ordonnent l'établissement de 40 000 esclaves libérés et de réfugiés noirs sur les terres de Blancs expropriés, en Caroline du Sud, Géorgie et Floride. Sherman nomme, pour mettre en œuvre ce plan, le brigadier-général Rufus Saxton, un abolitionniste du Massachusetts, qui avait précédemment dirigé le recrutement de soldats noirs. Ces consignes, qui sont à la base de la revendication selon laquelle le gouvernement de l'Union a promis aux esclaves libérés « 40 acres et une mule », sont révoquées plus tard dans l'année par le président Andrew Johnson.
Bien que ce contexte soit souvent négligé et la citation généralement tronquée, l'une des déclarations les plus célèbres de Sherman à propos de son point de vue sur la « guerre-dure » vient en partie des attitudes raciales résumées précédemment. Dans ses mémoires, Sherman remarque les pressions politiques entre 1864 et 1865 afin d'encourager la fuite des esclaves, en partie pour éviter la possibilité que « les esclaves aptes soient appelés à servir au sein de l'armée des rebelles ». Sherman pense qu'encourager une telle politique retarderait la « fin victorieuse » de la guerre et la « libération de tous les esclaves ». Il résume de façon éclatante sa philosophie de la « guerre-dure » et ajoute, en effet, qu'il ne veut pas vraiment l'aide d'esclaves libérés pour soumettre le Sud :

« Mon objectif était alors de battre les rebelles, de rappeler leur fierté à plus d'humilité, de les poursuivre dans leurs derniers retranchements et de leur inspirer peur et effroi. La crainte de l'Éternel est le commencement de la sagesse. Je ne voulais pas qu'ils nous jettent au visage, ce que le général Hood avait fait à Atlanta, que nous avions dû faire appel à leurs esclaves pour nous aider à les vaincre. Mais, s'agissant de la bonté envers la race …, je tiens à affirmer qu'aucune armée n'a jamais plus fait pour cette race que celle que j'ai commandée à Savannah. »

## Stratégies

Gravure datant de 1868 par Alexander Hay Ritchie présentant la Marche de Sherman vers la mer.

Les résultats de Sherman en tant que tacticien sont mitigés et son héritage militaire repose principalement sur son sens de la logistique et sur sa réussite en tant que stratège. Le théoricien et historien militaire britannique Liddell Hart range Sherman dans les stratèges les plus importants dans les annales de l'art de la guerre, avec Scipion l'Africain, Bélisaire, Napoléon Ier, Thomas Edward Lawrence et Erwin Rommel. Liddell Hart attribue à Sherman la maîtrise de la guerre de mouvement (également connue sous le nom « d'approche indirecte »), comme il l'a démontré par sa série de mouvements tournants contre Johnston lors de la campagne d'Atlanta. Liddell Hart note également que l'étude des campagnes de Sherman a contribué pour une grande part à sa propre « théorie de stratégie et de tactique dans la guerre mécanisée », qui influence à son tour la doctrine de Blitzkrieg de Heinz Guderian et l'utilisation par Rommel des chars de combat durant la Seconde Guerre mondiale. Un autre lecteur attentif des écrits de Liddell à propos de Sherman fut George S. Patton, qui « passa de longues vacances à étudier les campagnes de Sherman en Géorgie et dans les Carolines, grâce au livre [de Liddell] » et plus tard « mit au point ses propres plans, à la manière d'un 'super-Sherman' ».
La plus importante contribution de Sherman à l'art de la guerre, la stratégie de la guerre totale — approuvée par le général Grant et le président Lincoln — fut le thème de nombreuses polémiques. Sherman lui-même minimisa son rôle dans la conduite de la guerre totale, indiquant souvent qu'il exécutait simplement les ordres du mieux qu'il pouvait afin d'accomplir sa part du maître plan de Grant pour mettre un terme à la guerre.

### Guerre totale

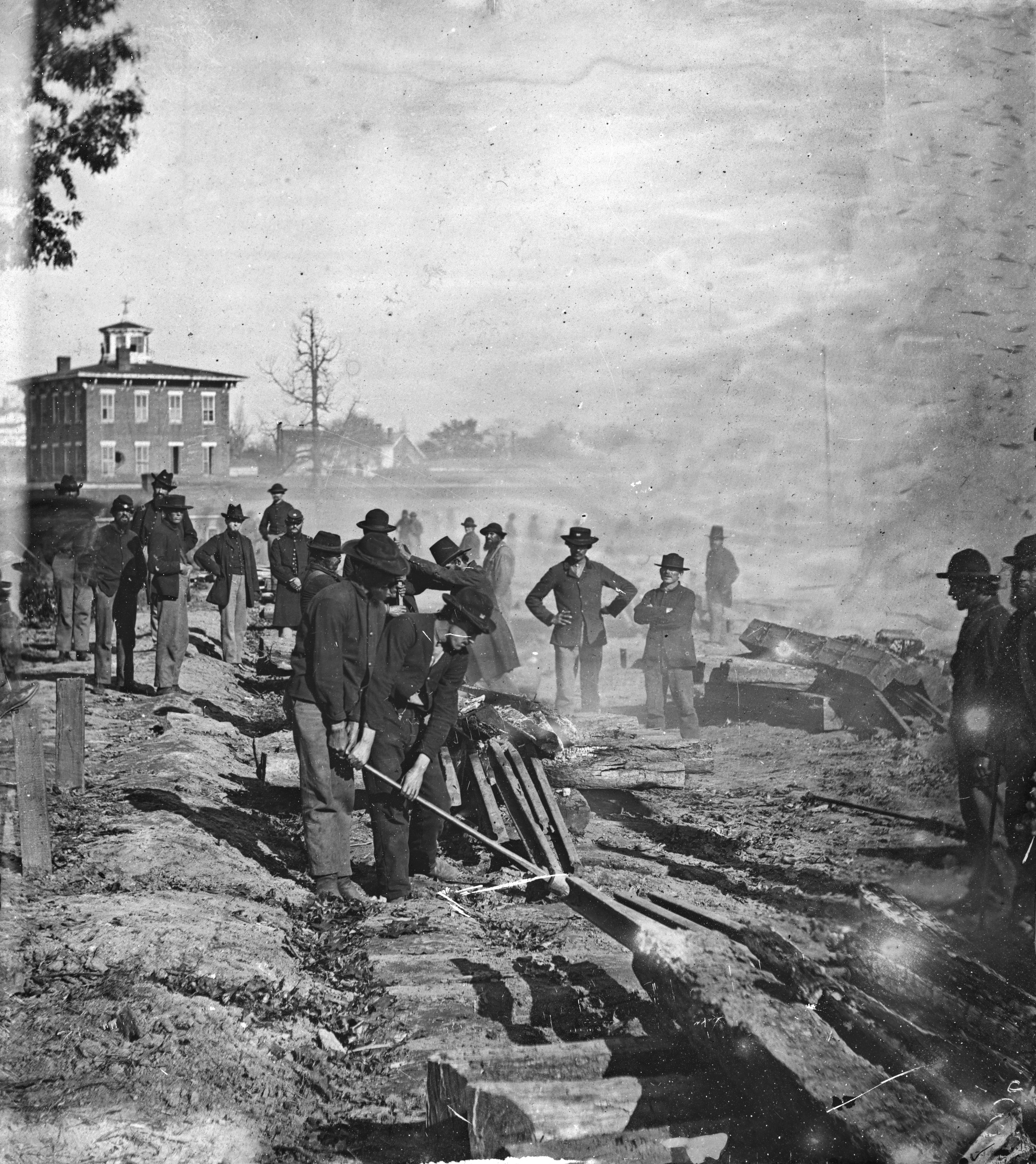
Les hommes de Sherman détruisant des chemins de fer à Atlanta.

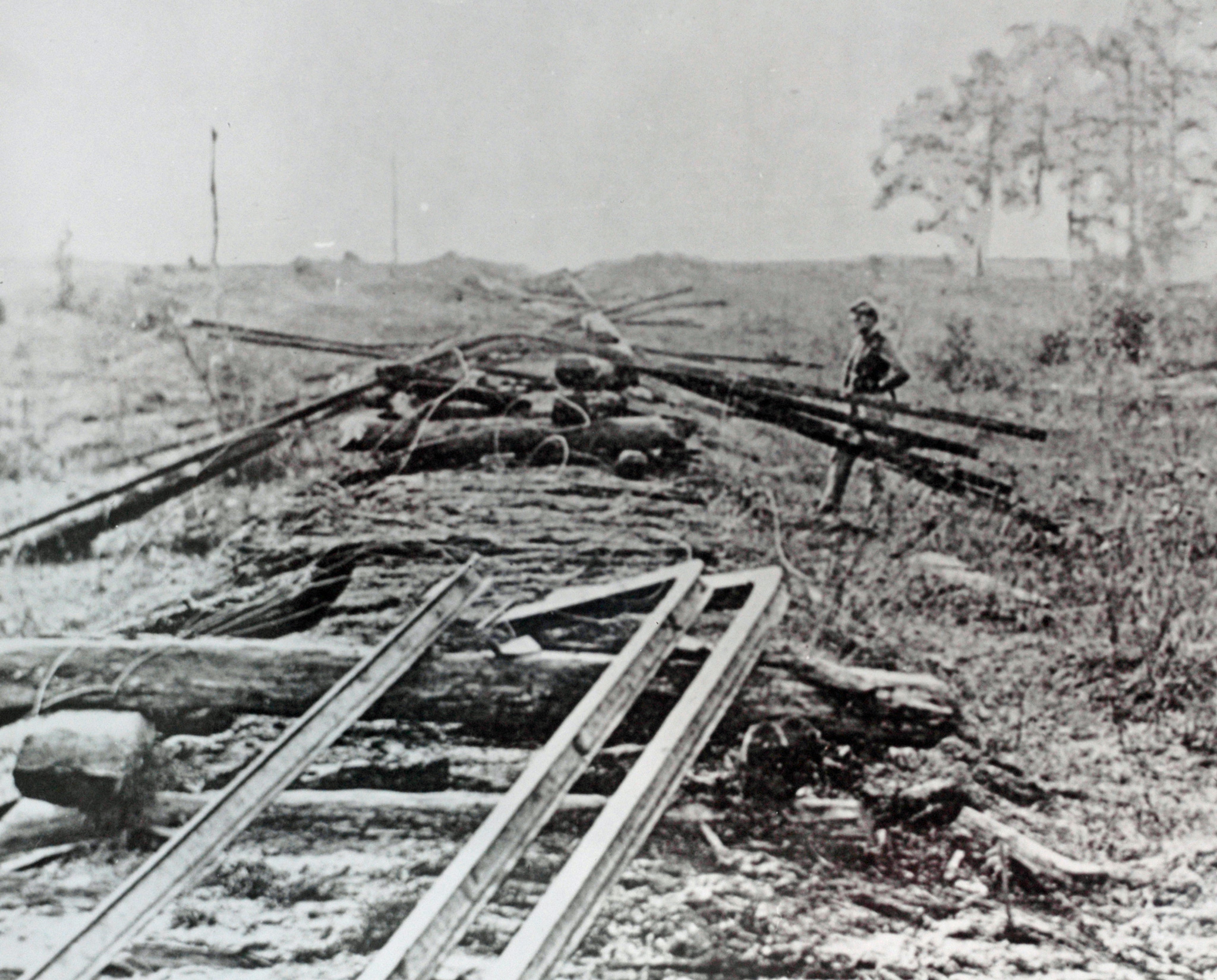
Cravates de Sherman.

Comme Grant, Sherman est convaincu que les capacités stratégiques, économiques et psychologiques de la Confédération doivent être définitivement détruites, pour obtenir la fin de la guerre. Par conséquent, il pense que le Nord doit conduire sa campagne comme une guerre de conquête et employer la politique de la terre brûlée pour briser la colonne vertébrale de la rébellion, tactique qu'il nomme hard war (« guerre-dure »).
L'avance de Sherman à travers la Géorgie et la Caroline du Sud se caractérise par d'importantes destructions des approvisionnements et des infrastructures civiles. Bien que le pillage soit officiellement interdit, les historiens sont en désaccord sur la façon dont cette réglementation était appliquée. La rapidité et l'efficacité des destructions causées par l'armée de Sherman sont remarquables. La technique développée pour plier les rails de chemin de fer autour des arbres ou des poteaux télégraphiques, qui laisse sur place ce que l'on nomme à l'époque des cravates de Sherman, rend les réparations très difficiles. Les accusations de crimes de guerre lors de la marche vers la mer et les allégations selon lesquelles des civils auraient été pris pour cible font de Sherman une figure aujourd'hui controversée, en particulier dans le sud des États-Unis.
Les dégâts que cause Sherman se concentrent principalement sur les grandes propriétés terriennes. Bien que des données précises n'existent pas, il semble que les pertes civiles furent minimes. Incendier les provisions, détruire les infrastructures et saper le moral du Sud sont les buts avoués de Sherman. Ces pratiques sont connues dans le Sud et suscitent d'abondants commentaires. Le major Henry Hitchcock qui est né en Alabama mais fait partie de l'état-major de Sherman, déclare que « c'est une chose terrible que de détruire la subsistance de milliers de gens », mais que si la politique de la terre brûlée permet « de paralyser leurs maris et leurs pères qui se battent… c'est finalement une action de miséricorde. »
La gravité des actes de destruction commis par les troupes de l'Union est sensiblement plus importante en Caroline du Sud qu'en Géorgie ou en Caroline du Nord, ce qui semble être une conséquence de l'animosité des soldats et des officiers de l'Union à l'encontre de cet État qu'ils considèrent comme le « poste de pilotage de la sécession ». Une des accusations les plus sérieuses contre Sherman est qu'il a permis à ses troupes de brûler la ville de Columbia. Sherman lui-même déclare : « si j'avais décidé de faire incendier Columbia, je l'aurais brûlée sans plus de remords que s'il s'était agi d'une colonie de chiens de prairie ; mais je ne l'ai pas fait […] » Cependant, le 5 avril 1865, Sherman écrit à son beau-père : « Je pense que vous seriez satisfait de la manière dont je dispose de Charleston, ainsi que de l'incendie de Columbia. » L'historien James M. McPherson conclut :

« L'étude la plus complète et la plus objective de cette controverse accuse toutes les parties dans des proportions variables, y compris les autorités de la Confédération pour le désordre qui caractérisa l'évacuation de Columbia, laissant des milliers de balles de coton dans les rues (dont certaines en feu) et d'énormes quantités d'alcool […] Sherman n'a pas délibérément brûlé Columbia, la plupart des soldats de l'Union, y compris le général, ont tenté toute la nuit d'éteindre les incendies. »

Sherman et ses subordonnés (en particulier John A. Logan) ont pris des mesures afin de protéger Raleigh, en Caroline du Nord, de tout acte de vengeance après l'assassinat du président Lincoln.

### Évaluation moderne
Après la chute d'Atlanta en 1864, Sherman ordonne l'évacuation de la ville. Le conseil municipal l'exhorte de rapporter cet ordre, au motif que cela causerait de grandes difficultés aux femmes, aux enfants, aux personnes âgées et à d'autres qui ne portent aucune responsabilité dans la conduite de la guerre. Sherman envoie alors une réponse dans laquelle il cherche à exprimer sa conviction qu'une paix durable ne sera possible que si l'Union est rétablie, et qu'il est donc prêt à faire tout ce qu'il peut pour réprimer la rébellion :

« Vous ne pouvez qualifier la guerre en des termes plus sévères que je ne le ferais. La guerre est cruauté, et vous ne pouvez l'adoucir ; et ceux qui ont amené la guerre à notre pays méritent toutes les imprécations et les malédictions qu'un peuple puisse verser. Je sais que je ne suis pas responsable de cette guerre, et je sais que je vais faire plus de sacrifices jour après jour qu'aucun d'entre vous pour obtenir la paix. Mais vous ne pouvez avoir la paix et un pays divisé. Si les États-Unis acceptent maintenant une division, ça ne s'arrêtera pas, mais ira jusqu'à ce que nous partagions le sort du Mexique, qui est perpétuellement en guerre. […] Je veux la paix et pense qu'elle ne peut être atteinte que par l'union et la guerre, et je conduirai toujours cette guerre en vue d'un succès parfait et rapide. Mais, mes chers messieurs, quand la paix viendra, vous pourrez faire appel à moi en toute chose. Alors je partagerai avec vous mon dernier biscuit et veillerai avec vigilance sur vos foyers et vos familles contre tous les dangers d'où qu'ils viennent. »

Le critique littéraire Edmund Wilson trouva dans les Memoirs de Sherman une description fascinante et inquiétante d'un « appétit pour la guerre » qui « croît alors qu'il se nourrit du Sud ». L'ancien secrétaire à la Défense des États-Unis Robert McNamara fait une référence équivoque à l'assertion « la guerre est cruauté, et vous ne pouvez l'adoucir » dans son livre Wilson's Ghost et lors de son interview pour le film The Fog of War.
L'historien sud-africain Hermann Giliomee compare la stratégie de la terre brûlée de Sherman aux actions de l'armée britannique pendant la seconde guerre des Boers (1899-1902), une autre guerre dans laquelle les civils sont pris pour cible en raison de leur rôle central dans le soutien d'une résistance armée. Il écrit qu'il « semble que Sherman ait trouvé un meilleur équilibre que les commandants britanniques, entre sévérité et retenue, prenant des mesures proportionnelles à ses besoins légitimes ». L'admiration de chercheurs tels que Victor Davis Hanson, Basil Liddell Hart, Lloyd Lewis et John F. Marszalek pour le général Sherman doit beaucoup à ce qu'ils considèrent comme une approche moderne des exigences d'un conflit armé, qui se doit d'être à la fois efficace et fondé sur des principes.

## Carrière après-guerre

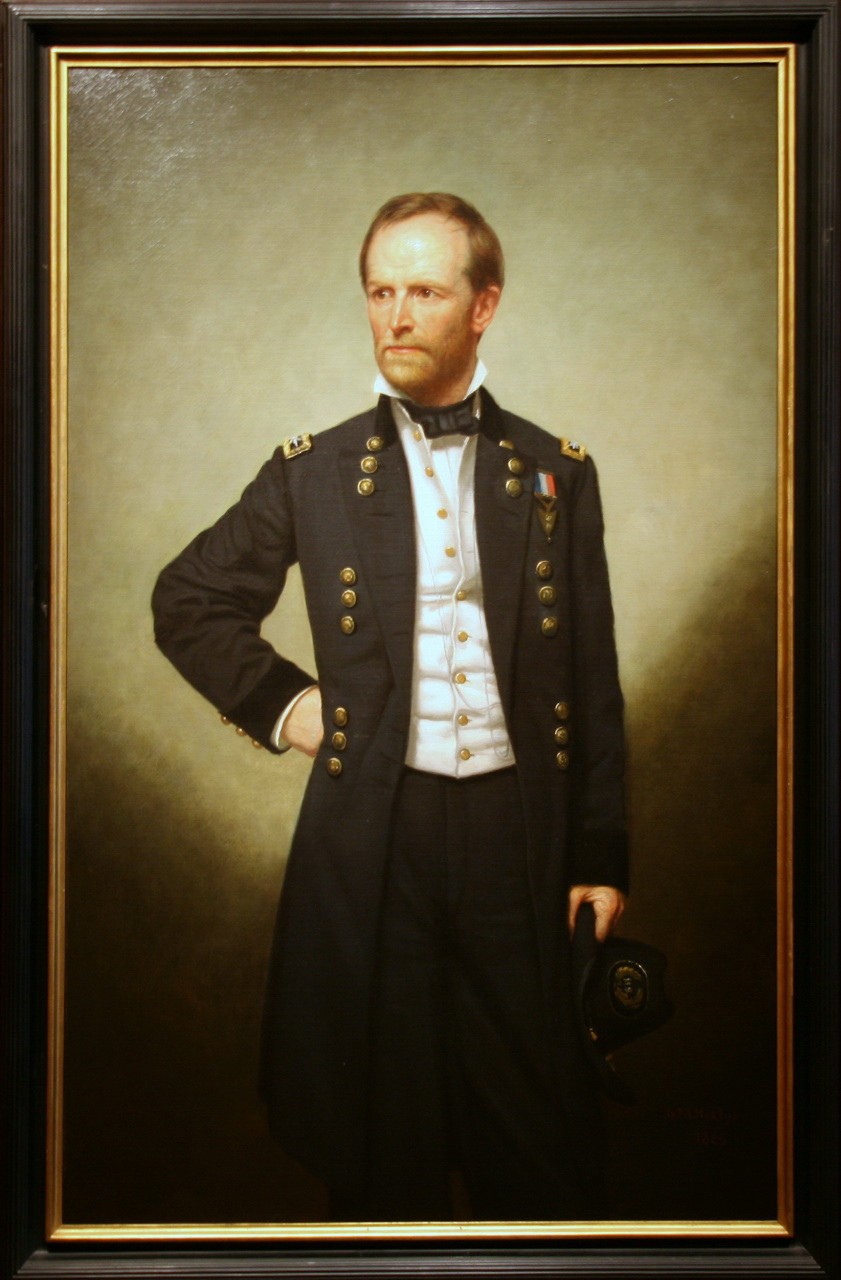
Portrait de Sherman par G.P.A. Healy (1866).

En mai 1865, après la capitulation des plus importantes armées confédérées, Sherman écrit dans une lettre personnelle :

« J'avoue, sans honte, que je suis malade et fatigué de combattre ; la gloire n'est que balivernes ; même le plus brillant succès n'est fait que de corps mutilés ou morts, avec l'angoisse et les lamentations des familles me réclamant leurs fils, maris et pères […] il n'y a que ceux qui n'ont jamais entendu un coup de feu, jamais entendu le hurlement et les gémissements des hommes blessés et déchirés […] qui vocifèrent pour plus de sang, plus de vengeance, plus de désolation. »

En juillet 1865, trois mois après la reddition de Robert E. Lee à Appomattox, Sherman est nommé à la tête de la division militaire du Missouri, qui comprend alors tous les territoires à l'ouest du Mississippi. Son souci principal à ce poste est de protéger la construction et le fonctionnement des chemins de fer des attaques amérindiennes. Lors de ses campagnes contre les tribus amérindiennes, Sherman répète la stratégie qui fut la sienne lors de la guerre de Sécession, cherchant non seulement à vaincre les guerriers ennemis, mais aussi détruire les ressources qui leur permettent de soutenir l'effort de guerre. La politique qu'il met en place comprend un large massacre des bisons d'Amérique du Nord, qui sont alors à la base de l'alimentation des Indiens des Plaines.
L'attitude du gouvernement américain à l'égard des Amérindiens se retrouve dans les propres mots de Sherman, comme le rapporte l'Independent Institute :

« Nous n'allons pas laisser quelques voleurs indiens déguenillés contrôler et stopper la progression des chemins de fer. … Je considère le chemin de fer comme le plus important élément actuellement en développement permettant de faciliter nos intérêts militaires sur la frontier.
Nous devons agir avec une sérieuse détermination contre les Sioux, même jusqu'à leur extermination, hommes, femmes et enfants. [Les Sioux doivent] ressentir la toute-puissance du gouvernement. [Je fais le vœu de rester dans l'Ouest] jusqu'à ce que tous les Indiens aient été tués ou emmenés dans un pays où ils peuvent être surveillés.
Au cours d'un assaut,[...] les soldats ne peuvent s'arrêter pour distinguer entre hommes et femmes, ou même faire une discrimination entre les âges. »

Dans une lettre adressée à Grant en 1867, il se réfère à cette dernière phrase qu'il donnait comme ordre à ses troupes et l'appelle « la solution finale au problème indien. » En dépit de sa dureté envers les tribus hostiles, Sherman stigmatise le traitement injuste des Amérindiens, par les spéculateurs et les agents du gouvernement, au sein des réserves.
Le 25 juillet 1866, le Congrès crée le grade de général de l'Armée pour Grant et promeut ensuite Sherman à celui de lieutenant-général. Quand Grant devient président en 1869, Sherman est nommé Commanding General of the United States Army. Après la mort de John A. Rawlins, Sherman devient pendant un mois secrétaire à la Guerre. Sa carrière de Commanding General est troublée par des difficultés politiques, et, de 1874 à 1876, il déplace son état-major à Saint-Louis, dans le Missouri, afin d'échapper à la pression des politiciens de Washington. L'une de ses contributions significatives en tant que chef de l'armée est la fondation de la Command School à Fort Leavenworth, une école de formation des cadres de l'U. S. Army qui se nomme aujourd'hui le Command and General Staff College.
En 1875, Sherman publie ses mémoires, un ouvrage en deux volumes. Selon le critique Edmund Wilson, « Sherman possédait un don pour s'exprimer, comme le dit Mark Twain, un « maître du récit ». [Dans ses mémoires] le compte-rendu vigoureux de ses activités d'avant guerre puis de sa conduite des opérations militaires est varié, dans de justes proportions et comporte un juste degré de vivacité avec des anecdotes et des expériences personnelles. Nous vivons à travers ses campagnes […] en compagnie de Sherman lui-même. Il nous dit ce qu'il pensait et ce qu'il a ressenti, et il ne laisse entendre aucune attitude, ni ne prétend rien ressentir d'autre que ce qu'il a effectivement ressenti. »
Le 19 juin 1879, Sherman fait un discours devant les cadets de l'Académie militaire du Michigan, au cours duquel il a probablement proféré son célèbre War is Hell (« la guerre c'est l'Enfer »). Le 11 avril 1880, il s'adresse à une foule de plus de 10 000 personnes à Columbus, dans l'Ohio : « Il y a plus d'un garçon aujourd'hui qui ne voit en la guerre que gloire, mais, mes garçons, elle n'est qu'enfer ». En 1945, le président Harry S. Truman déclara : « Sherman avait tort. Je vous le dis, je trouve que la paix, c'est l'Enfer. »
Sherman démissionne de son poste de Commanding General le 1er novembre 1883 et se retire de l'armée le 8 février 1884. Il passe la majeure partie du reste de son existence à New York. Il se consacre au théâtre et à la peinture en amateur, et il est très demandé en tant qu'orateur à des dîners ou des banquets au cours desquels il aime citer Shakespeare. Sherman est proposé comme candidat républicain à l'élection présidentielle de 1884, mais il refuse aussi énergiquement qu'il est possible, déclarant : « si l'on me propose, je ne ferai pas campagne ; si je suis nommé, je n'accepterai pas ; si je suis élu, je n'exercerai pas mon mandat. » Le rejet aussi catégorique d'une candidature est aujourd'hui connu aux États-Unis sous le nom de Shermanesque statement (déclaration Shermanesque).

## Autobiographie et mémoires

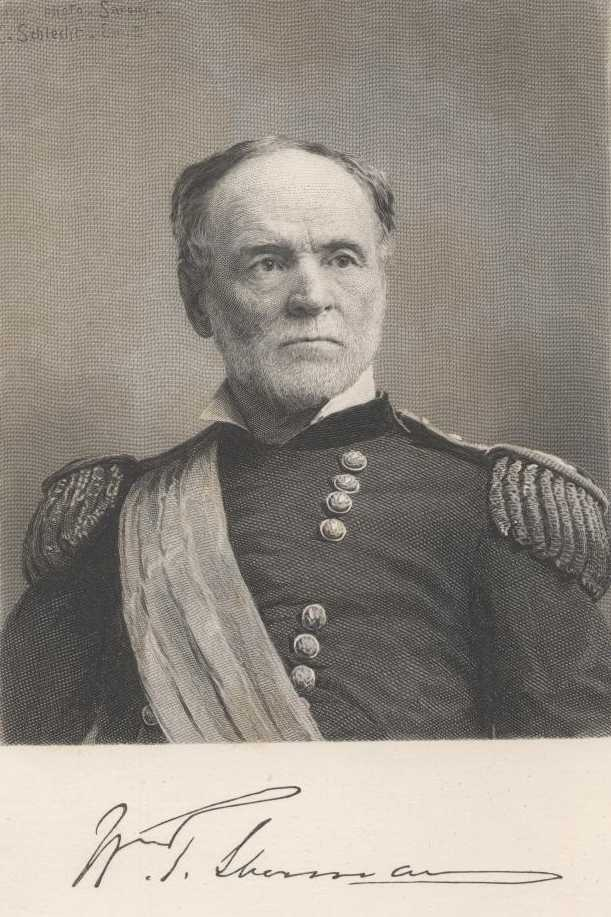
Illustration de la seconde édition des Memoirs de Sherman, 1889.

Vers 1868, Sherman rédige un « recueil privé » sur sa vie avant la guerre civile, destiné à ses enfants. Cet ouvrage est connu de nos jours comme son Autobiography, 1828-1861 non publiée. Le manuscrit est conservé par l'Ohio Historical Society. La matière qu'il contient pourrait être éventuellement incorporée dans une forme révisée de ses mémoires.
En 1875, dix ans après sa conclusion, Sherman est le premier général de la guerre de Sécession à publier des mémoires. Son Memoirs of General William T. Sherman. By Himself (« Mémoires du Général William T. Sherman. Par lui-même »), publié par D. Appleton & Company, se présente sous la forme de deux volumes commençant en 1846 (ce qui coïncide avec le début de la guerre américano-mexicaine) et s'achevant par un chapitre sur les « leçons militaires de la guerre [civile] ». Cette publication suscite controverses et plaintes. Grant, qui exerce alors le mandat de président des États-Unis, mentionne plus tard que certains lui affirmaient que Sherman le traitait injustement dans son ouvrage. Il déclare pourtant : « Lorsque j'ai achevé la lecture du livre, j'ai constaté que j'en approuvais chaque mot… c'était un livre vrai, un livre honorable, à mettre au crédit de Sherman, juste pour ses compagnons - pour moi-même en particulier - juste comme le livre que j'espérais que Sherman écrivît. »
En 1886, après la parution des mémoires de Grant, Sherman sort une « seconde édition, révisée et corrigée » de ses mémoires chez Appleton. À la nouvelle édition sont ajoutés une seconde préface, un chapitre sur sa vie jusqu'en 1846, un autre sur l'après-guerre (se terminant par sa retraite de l'armée en 1884), plusieurs annexes, portraits, cartes améliorées et un index.
Dans l’ensemble, Sherman refuse de réviser son texte original du fait, écrit-il, que « je décline le qualificatif d'historien, mais assume être un témoin se présentant devant le grand tribunal de l'histoire » et « que tout témoin qui peut être en désaccord avec moi devrait publier un récit véridique de sa propre version des faits ». Cependant, Sherman ajoute des annexes, dans lesquelles il apporte certains points de vue extérieurs.

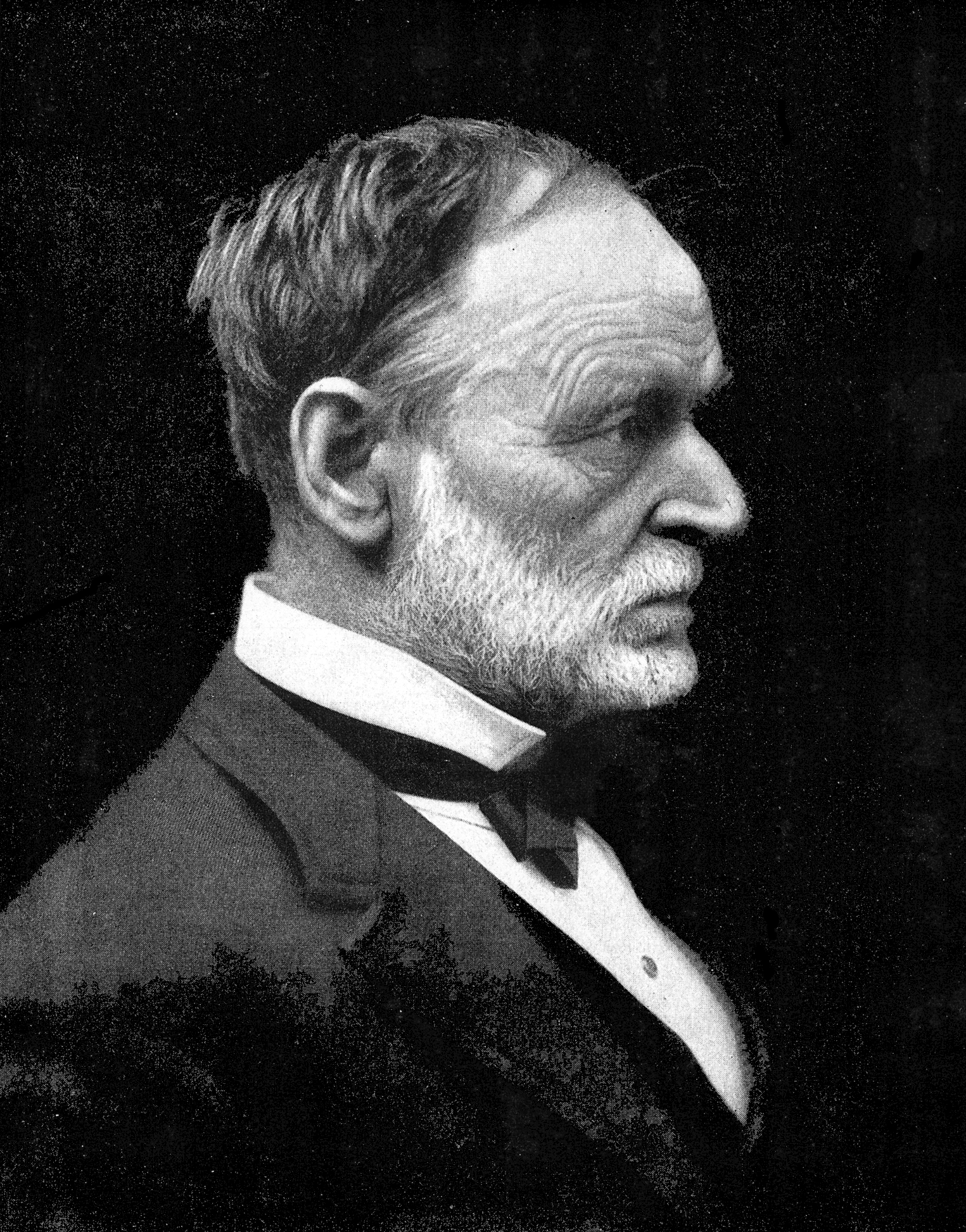
Portrait de profil de Sherman.

Par la suite, Sherman change de maison d'édition pour la Charles L. Webster & Co., l'éditeur des mémoires de Grant. Le nouvel éditeur sort une « troisième édition, révisée et corrigée » en 1890. Cette édition est substantiellement identique à la seconde, si ce n'est la probable omission des courtes préfaces de Sherman présentes dans les éditions de 1875 et de 1886.
Après la mort de Sherman en 1891, de nouvelles éditions concurrentes de ses mémoires sont éditées. Son éditeur original, Appleton, révise l'édition originale de 1875, avec deux nouveaux chapitres sur les dernières années de Sherman, ajoutées par le journaliste W. Fletcher Johnson. Entre-temps, Charles L. Webster & Co. publie une « quatrième édition, révisée, corrigée et complétée » du texte de la seconde édition de Sherman, qui ajoute un nouveau chapitre préparé sous les auspices de la famille Sherman et portant sur la vie du général depuis sa retraite jusqu'à sa mort, ainsi qu'un éloge du secrétaire d'État James Blaine, qui est un parent de l'épouse de Sherman. Cette édition omet les préfaces de Sherman des éditions de 1875 et de 1886.
En 1904 et 1913, le plus jeune fils de Sherman, Philemon Tecumseh Sherman, republie les mémoires chez Appleton, et non pas Charles L. Webster & Co. Celle-ci est intitulée « seconde édition, révisée et corrigée ». Elle contient les deux préfaces de Sherman, son texte de 1886 et les ajouts de celle de 1891. Cette édition très rare des mémoires de Sherman est la version la plus complète.
Il existe de nombreuses éditions modernes des mémoires de Sherman. L'édition la plus propice à des fins d'études est celle de la Library of America de 1990, éditée par Charles Royster. Cette version contient le texte complet de l'édition de Sherman de 1886, ainsi que des annotations, un commentaire sur le texte et une chronologie détaillée de la vie de Sherman. Il manque cependant à cette édition l'important matériel biographique des éditions de Johnson et Blaine de 1891.

## Correspondance publiée
De nombreuses lettres officielles du temps de guerre de Sherman (et d'autres articles) apparaissent dans les Official Records of the War of the Rebellion. Certaines de ces lettres sont de nature personnelle, plutôt que se rapportant directement aux activités opérationnelles de l'armée. Il existe également au moins cinq collections éditées de correspondance de Sherman :
- Sherman's Civil War: Selected Correspondence of William T. Sherman, 1860-1865, édités par Brooks D. Simpson et Jean V. Berlin (Chapel Hill: The University of North Carolina Press, 1999) -- une large collection de lettres écrites durant la guerre (novembre 1860 à mai 1865).
- Sherman at War, édité par Joseph H. Ewing (Dayton, OH: Morningside, 1992) -- Près de trente lettres écrites par Sherman durant la guerre à l'attention de son beau-père, Thomas Ewing, et à son beau-frère, Philemon B. Ewing.
- Home Letters of General Sherman, édité par M.A. DeWolfe Howe (New York: Charles Scribner's Son, 1909) -- Lettres adressées à sa femme, Ellen Ewing Sherman, de 1837 à 1888.
- The Sherman Letters: Correspondence Between General Sherman and Senator Sherman from 1837 to 1891, édité par Rachel Sherman Thorndike (New York: Charles Scribner's Son, 1894) -- Lettres adressées à son frère, le Sénateur John Sherman, entre 1837 et 1891.
- General W.T. Sherman as College President, édité par Walter L. Fleming (Cleveland: The Arthur H. Clark Co., 1912) -- Lettres éditées et autres documents écrits par Sherman alors qu'il était le Directeur de la Louisiana Seminary of Learning and Military Academy entre 1859 et 1861.

## Mort et postérité

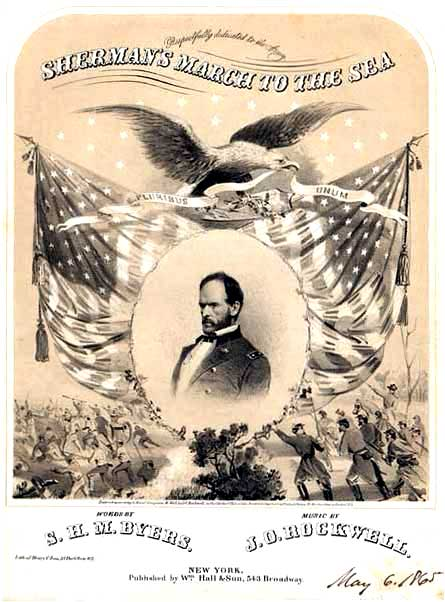
Partition de musique célébrant la marche de Sherman vers la mer.
Paroles de S.H.M. Byers et musique de J.O. Rockwell.

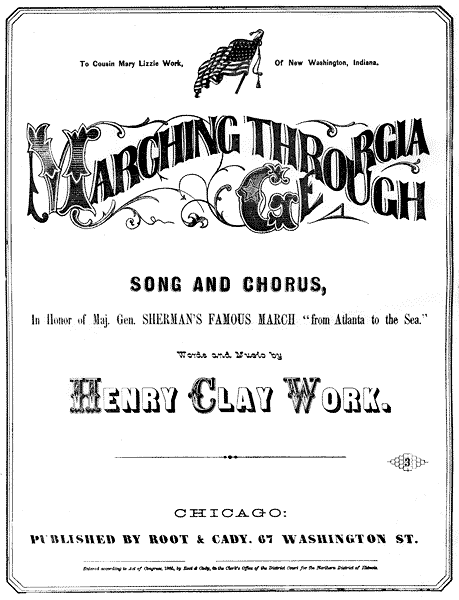
Couverture de la partition de musique datant de 1865 de Marching Through Georgia.

Sherman meurt à New York le 14 février 1891. Un service funèbre a lieu à son domicile le 19 février, suivi par une procession militaire. Le corps de Sherman est ensuite transporté à Saint-Louis, où un autre service a lieu le 21 février, dans une église catholique. Son fils, Thomas Ewing Sherman, prêtre jésuite, officie lors de la messe dite pour son père. Le général Joseph E. Johnston, l'officier de la Confédération qui avait commandé la résistance aux troupes de Sherman, en Géorgie et dans les Carolines, est l'un des porteurs du cercueil lors de la cérémonie à New York. Comme il s'agit d'une froide journée, un ami de Johnston, craignant que celui-ci ne tombe malade, lui conseille de mettre son chapeau. La réponse de Johnston est restée célèbre : « Si j'étais à la place de [Sherman] et lui à la mienne, il ne porterait pas son chapeau. » Johnston attrapa froid et mourut un mois plus tard de pneumonie.
Sherman repose dans le Calvary Cemetery (cimetière du calvaire) de Saint-Louis. Les principaux monuments à sa mémoire comprennent la statue équestre en bronze doré d'Augustus Saint-Gaudens à l'entrée principale de Central Park, à New York et le mémorial Sherman de Carl-Smith Rohl près du parc du Président, à Washington.
Parmi les autres hommages posthumes, on peut citer le char de combat M4 Sherman de la Seconde Guerre mondiale et le séquoia géant baptisé « General Sherman », un des arbres les plus imposants au monde.
La marche de Sherman vers la mer a donné lieu à certaines représentations artistiques, comme cette chanson de la période de guerre civile Marching Through Georgia de Henry Clay Work ; le poème de Herman Melville The March to the Sea ; le film Sherman's March de Ross McElwee ; et le roman The March d'E. L. Doctorow. Au début du roman Autant en emporte le vent de Margaret Mitchell, publié pour la première fois en 1936, le personnage de fiction Rhett Butler avertit un groupe d'aristocrates sécessionnistes de la folie de la guerre avec le nord en termes très proches de ceux adressés par Sherman à David F. Boyd avant de quitter la Louisiane. Plus loin, dans ce roman, Margaret Mitchell raconte la naissance de la nièce de Scarlett O'Hara le jour de la prise d'Atlanta, le 2 septembre 1864, ce qui la contraint à s'enfuir devant les armées nordistes, avec le bébé et sa mère Mélanie, dans des conditions rocambolesques. L'invasion de la Géorgie par Sherman joue plus tard un rôle central dans l'intrigue du roman. Charles Beaumont dans l'épisode de la Quatrième Dimension, Longue vie, Walter Jameson, fait dire à son personnage principal (un professeur d'histoire) à propos de l'incendie d'Atlanta que les soldats de l'Union l'ont fait à contrecœur à la demande d'un Sherman décrit comme renfrogné et abruti. La représentation de Sherman dans la culture populaire est abondamment discutée tout au long de l'ouvrage Sherman's March in Myth and Memory (Rowman & Littlefield, 2008) par Edward Caudill et Paul Ashdown.

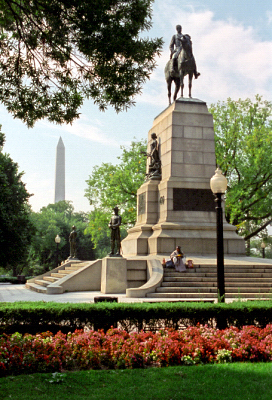
Monument en hommage à W. T. Sherman avec le Washington Monument en arrière-plan.
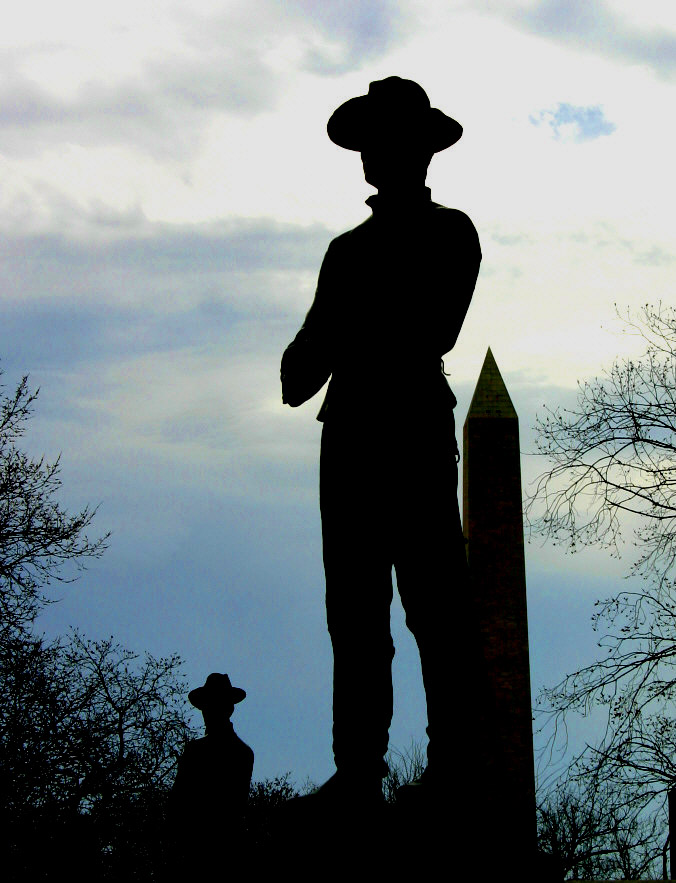
Détail du Mémorial de Sherman, à Washington.
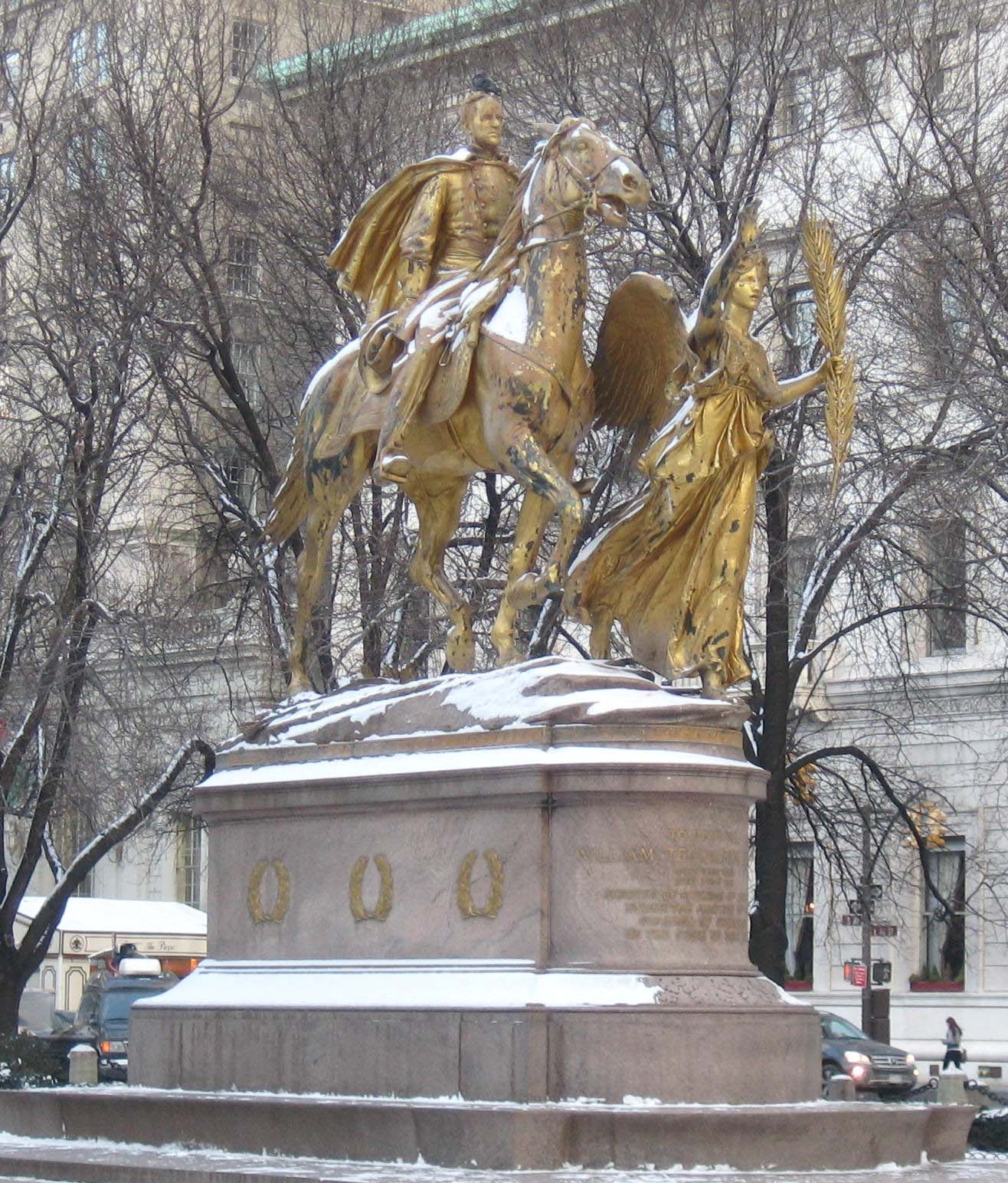
Statue équestre en bronze doré par Augustus Saint-Gaudens, située à Central Park.
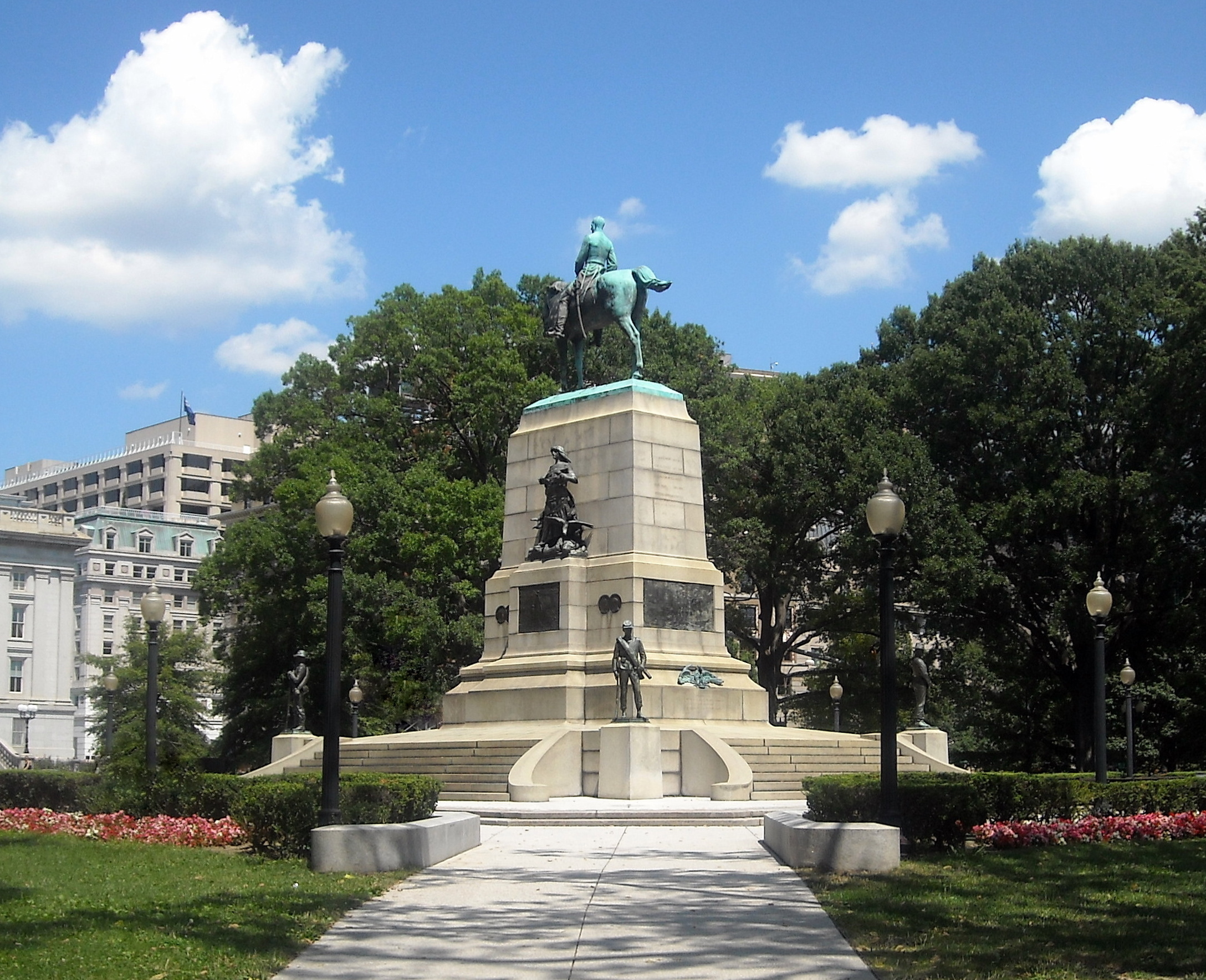
Vue de côté du mémorial à Washington.
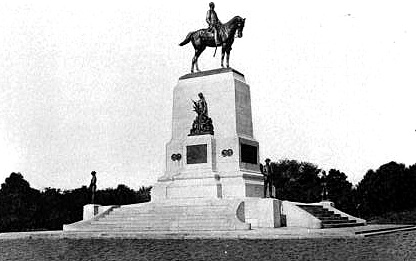
Mémorial de Sherman à Washington en 1904.
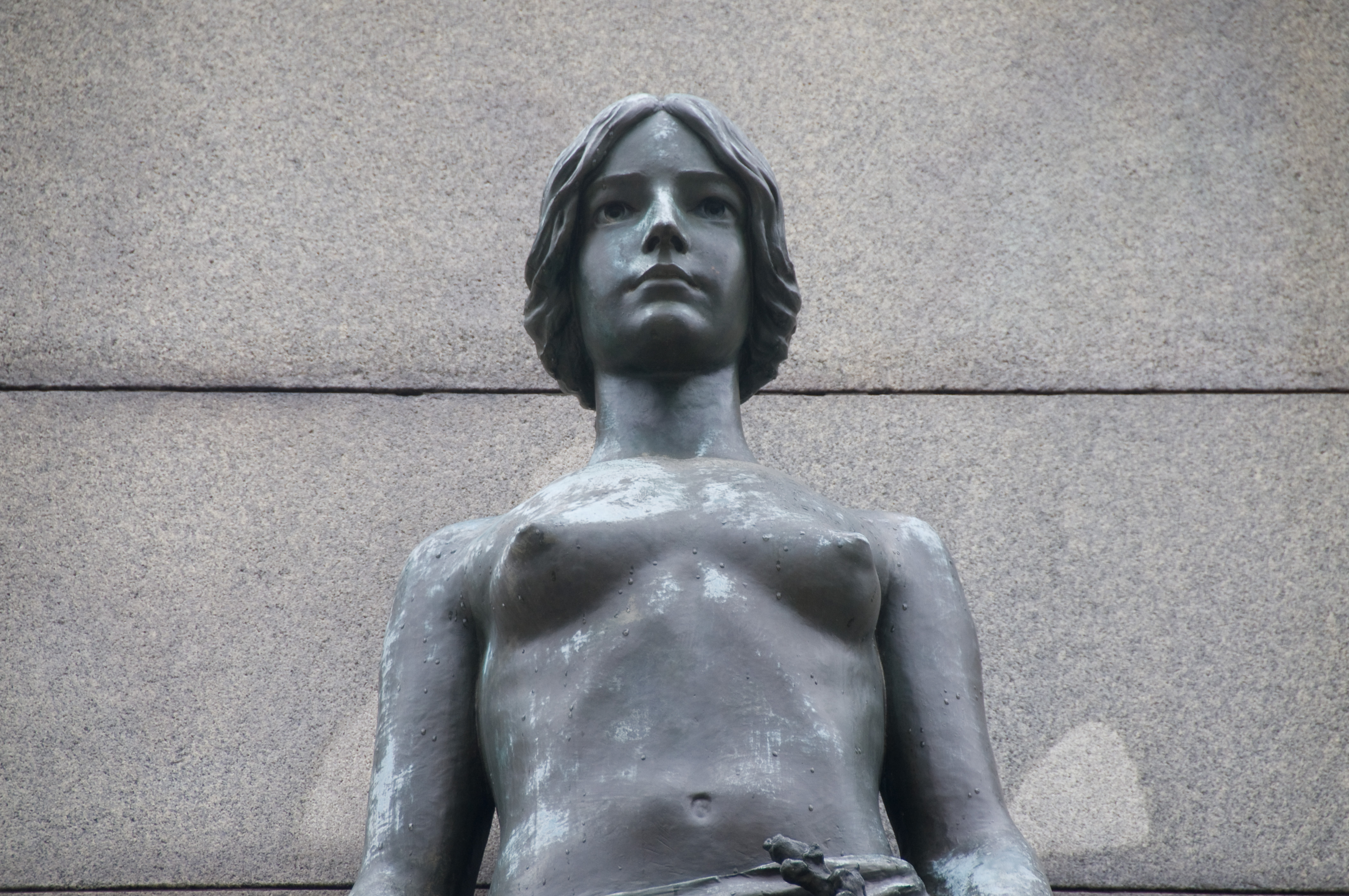
Statue du mémorial représentant la Paix
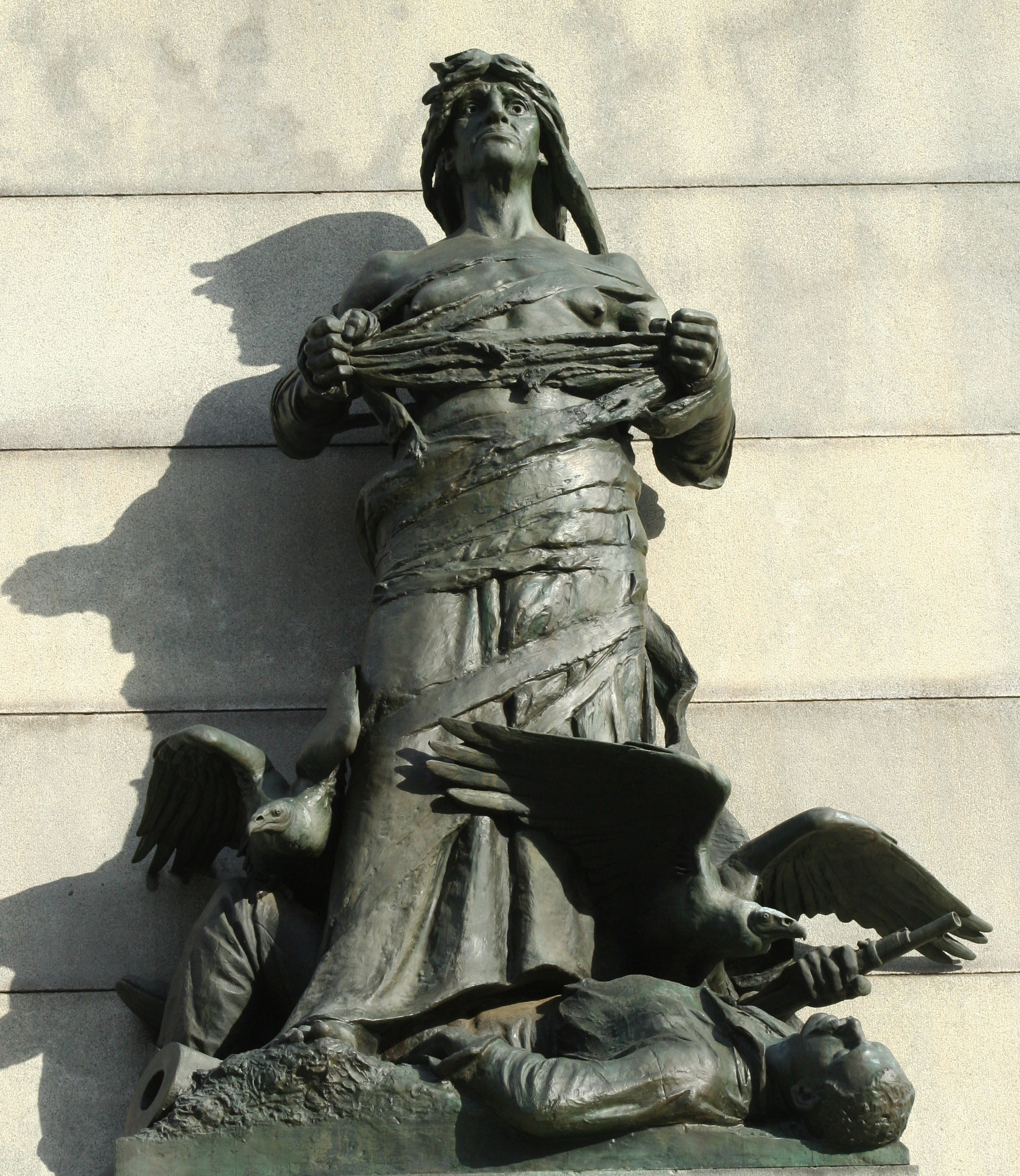
Statue du mémorial représentant la Guerre
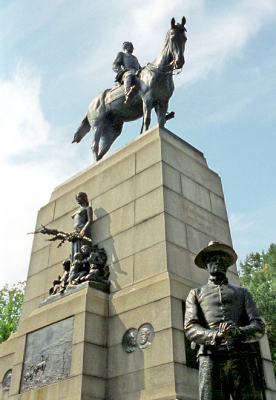
Mémorial de Sherman en vue rapprochée.

## Publications
- General Sherman's Official Account of His Great March to Georgia and the Carolinas, from His Departure from Chattanooga to the Surrender of General Joseph E. Johnston and Confederate Forces under His Command (1865)
- Autobiography, 1828-1861 (circa 1868), Mss. 57, WTS Papers, Ohio Historical Society. Souvenirs privés pour les enfants de Sherman.
- Memoirs of General William T. Sherman, Written by Himself (1875).
- Reports of Inspection Made in the Summer of 1877 by Generals P. H. Sheridan and W. T. Sherman of Country North of the Union Pacific Railroad (coauteur, 1878)
- The Sherman Letters: Correspondence between General and Senator Sherman from 1837 to 1891 (posthume, 1894)
- Home Letters of General Sherman (posthume, 1909)
- General W. T. Sherman as College President: A Collection of Letters, Documents, and Other Material, Chiefly from Private Sources, Relating to the Life and Activities of General William Tecumseh Sherman, to the Early Years of Louisiana State University, and the Stirring Conditions Existing in the South on the Eve of the Civil War (posthume, 1912)
- The William Tecumseh Sherman Family Letters (posthume, 1967). Collection de microfilms préparés par les Archives de l'Université de Notre-Dame contenant des lettres, etc., de Sherman, son épouse et d'autres.
- Sherman at War (posthume, 1992)
- Sherman's Civil War: Selected Correspondence of William T. Sherman, 1860 – 1865 (posthume, 1999)